# 2010
Évszázadok: 20. század – 21. század – 22. század
Évtizedek: 1960-as évek – 1970-es évek – 1980-as évek – 1990-es évek – 2000-es évek – 2010-es évek – 2020-as évek – 2030-as évek – 2040-es évek – 2050-es évek – 2060-as évek
Évek: 2005 – 2006 – 2007 – 2008 –  2009 – 2010 – 2011 – 2012 – 2013 – 2014 – 2015
2010 (MMX) egy péntekkel kezdődő év a Gergely-naptár szerint. Időszámításunk 2010. éve, a 3. évezred és a 21. század 10. éve, a 2010-es évek 1. éve.
Az ENSZ 2010-et a Biodiverzitás Nemzetközi Évének és az Ifjúság Nemzetközi Évének nyilvánította.

## Események

### Január
- január 1.
  - Spanyolország tölti be az Európai Unió soros elnöki tisztét, melyet Svédországtól vett át.[1]
  - Pakisztán északnyugati részén egy röplabdamérkőzés alatt egy öngyilkos merénylő felrobbantja magát.
  - A magyar légtér ellenőrzését a – 2009 végén hadrendből kivont – MiG–29 típusú vadászrepülőgépek helyett a Gripenek veszik át.[2] (Az utolsó kiképzési repülést december 7-én hajtja végre.)[3]
  - Essen és Isztambul mellett Pécs lett a 2010-es évben Európa kulturális fővárosa.
- január 2. – Kitör Kolumbia délnyugati részén, az ecuadori határnál fekvő 4300 méter magas Galeras vulkán.[4]
- január 3. – A perui legfelsőbb bíróság közleményt ad ki, miszerint helybenhagyta azt a döntését, amelyben az emberi jogok megsértése miatt 25 évi szabadságvesztésre ítélte Alberto Fujimori volt államfőt.[5]
- január 4. – Átadták a legmagasabb épületet, a Kalifa-tornyot (828 méter).
- január 6. – Kitör a Costa Rica-i fővárostól, San Josétől keletre található 3340 méter magas Turrialba vulkán.[6]
- január 8. – Megtámadják az Afrikai Nemzetek Kupájára igyekvő togói válogatott csapatbuszát a kongói–angolai határon; a lövöldözésben a buszsofőr, a csapat pályaedzője, illetve a sajtófőnöke életét veszti, a játékosok közül többen megsérülnek. (Az incidens hatására a togóiak visszaléptek a tornától.)[7]
- január 9.
  - Pokolgép robban Athénben, a görög parlament előtt.[8]
  - A Richter-skála szerinti 6,5-es erejű földrengés rázza meg Kalifornia északi részét,[9] míg egy 6,3-as földmozgás a Csendes-óceán déli körzetét mozgatja meg, a Salamon-szigetekhez közel.[10]
- január 10.
  - A pécsi Széchenyi téren megnyílt az Európa kulturális fővárosa évad.[11]
  - Az ellenzéki szociáldemokrata jelölt, Ivo Josipović nyeri a horvátországi elnökválasztást.[12]Összedőlt épületek Port-au-Prince-ben

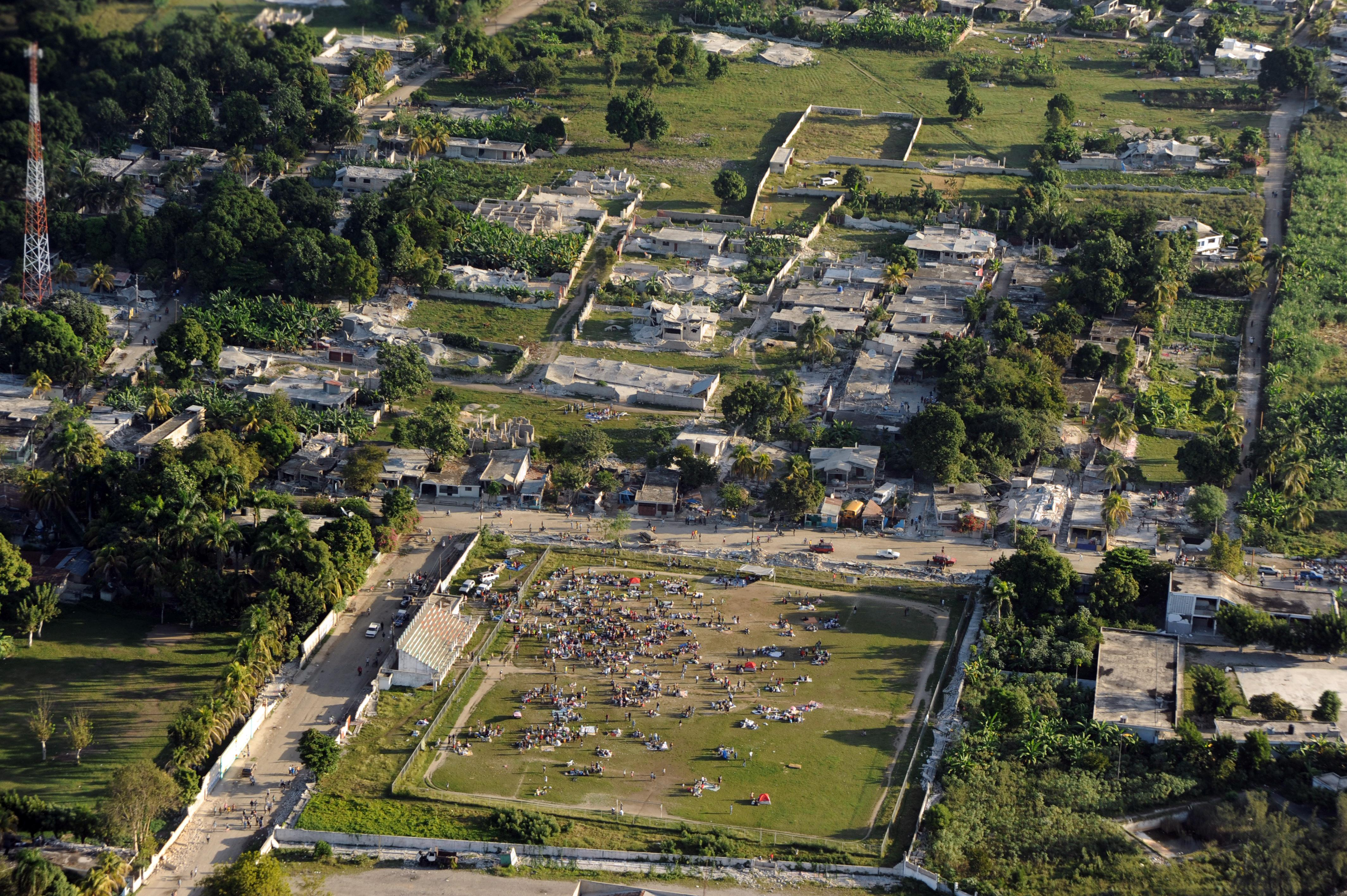
Összedőlt épületek Port-au-Prince-ben

- január 11. – Peter Robinson, észak-írországi tartományi miniszterelnök bejelenti, hogy „hat hétre” felfüggeszti kormányfői tevékenységét, és helyét az „átmeneti időre” Arlene Foster vállalkozásügyi miniszter veszi át.[13]
- január 12. – A Richter-skála szerinti 7-es erősségű földrengés rázza meg Haitit, melynek epicentruma a szigetország belsejében volt, alig 16 kilométerre nyugatra a fővárostól, Port-au-Prince-től, 10 kilométeres mélységben.[14] (A 2010-es haiti földrengés áldozatainak száma a vöröskereszt becslése szerint 45-50 ezren lehet.[15])
- január 12–17. – A BKV történetének leghosszabb munkabeszüntetése Budapesten, 11 szakszervezet részvételével.[16]
- január 13.
  - Egy tanár meghal, három másik pedig megsérül a dél-franciaországi Perpignan egyetem szociológia tanszéken, mikor egy magatartási zavarokkal küzdő kínai hallgató rájuk támad.[17]
  - XVI. Benedek pápa – a szokásos heti nyilvános audienciája után – fogadja és megbocsátásáról biztosítja Susanna Maiolót, aki a vatikáni Szent Péter-bazilikában tartott karácsonyi éjszakai mise kezdetén megpróbálta megérinteni őt.[18]
- január 15.
  - Montenegró felveszi a diplomáciai kapcsolatot Koszovóval, mire válaszul Szerbia hazarendeli podgoricai nagykövetét.[19]
  - Gyűrűs napfogyatkozás figyelhető meg Afrika és Ázsia területén.[20]
  - Pokolgép robban Athén belvárosában, a tájékoztatási minisztérium épületénél. (A detonáció következtében senkinek sem esett baja. A robbantás előtt negyedórával telefonon figyelmeztetés érkezett két görög kereskedelmi tévéhez és egy laphoz a készülő pokolgépes támadásról.)[21]

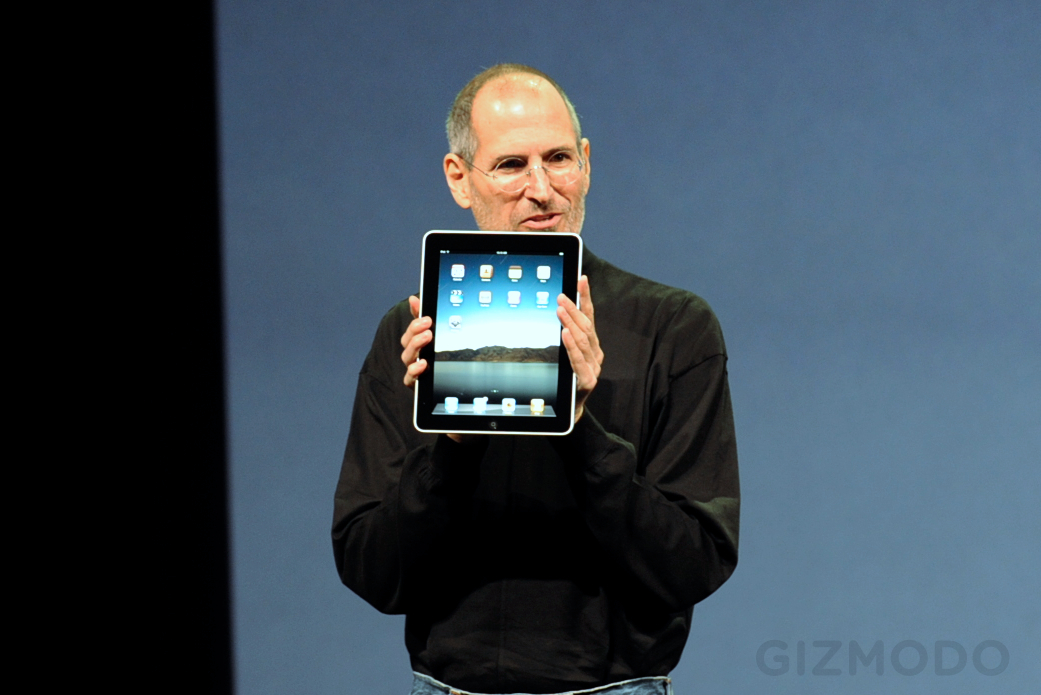
Steve Jobs bemutatja az iPad-et

- január 17. – Ukrán elnökválasztás első fordulója.
- január 26. – Az Alkotmánybíróság visszamenőleges hatállyal eltörli a Bajnai-kormány által 2010. január 1-jével bevezetett ingatlanadót.[22]
- január 27. – Bemutatják az iPad-et.
- január 28. – Oberfrank Pál a Veszprémi Petőfi Színház új igazgatója a tavaly szeptember 25-én elhunyt korábbi igazgató, Bujtor István után.
- január 31. – Az etióp fővárosban, Addisz-Abebában kezdetét veszi az Afrikai Unió február 2-ig tartó 14. csúcsértekezlete. A szervezet 53 tagállamának állam- és kormányfői zárt ülésen Bingu wa Mutharika malawi államfőt választják a szervezet soros elnökévé.[23]

### Február
- február 6. – Veszprémben, közadakozásból egy 3 méter magas bronz mellszobrot állítanak Marian Cozma emlékére.[24][25]
- február 7.
  - Megtartják az ukrán elnökválasztás második fordulóját.
  - Az MH Tartományi Újjáépítési Csoport 4 HMMWV-ből álló konvoját támadás éri Pol-e Khomritól délkeletre, az Andara völgyben. A támadás során a járőr két katonája megsérül.[26]
- február 10. – Miután az Európai Parlament megszavazza, megalakul az új összetételű, 27 tagú Európai Bizottság. Így három hónappal az előző bizottság mandátumának lejárta után, hivatalba lép az unió új, teljes felhatalmazású végrehajtó testülete.[27][28]
- február 13. – Kezdetét veszi a Mostarak hadművelet Afganisztánban.
- február 15. – Buizingeni vasúti baleset Belgiumban.
- február 25. – A Rendőrség és a pénzügyi felügyelet őrizetbe veszi a prágai Capital Partners brókercég magyarországi részlegének harminc munkatársát.[29]
- február 26.
  - A Magyar Nemzeti Vagyonkezelő Zrt. 20,7 milliárd forint készpénzért és 4,7 milliárd forint kölcsön tulajdonrésszé konvertálásával megszerzi a Malév Zrt. részvényeinek 94,6%-át, ezzel a légitársaság harmadszor is a magyar állam tulajdonába került.[29]
  - Hatályba lép a Bajnai-kormány azon 2009-es kormányrendelete, mely előírta a lakossági jelzálog- és gépjárműhitelekhez a kötelező önerőt. (A rendelet az önerő mértékét a szerint szabta meg, mennyire számít kockázatosnak a hitel devizaneme.)[29]
- február 28. – Parlamenti választást tartanak Tádzsikisztánban.

### Március
- március 7. – Parlamenti választásokat tartanak Irakban. (Az Ijád Allávi volt miniszterelnök vezette Iraki Blokkjának 91, a fő vetélytárs Núri el-Máliki kormányfő síita pártjának 89 helye lesz a parlamentben. A síita konzervatív Iraki Nemzeti Szövetség lett a harmadik, a kurd pártok szövetségének pedig a negyedik helyre került.)[30]
- március 17–20. – Magyarországra látogat Károly walesi herceg és felesége, Kamilla hercegné.[31] (A látogatás kiemelt témája az éghajlatváltozás, a környezetvédelem, a kulturális örökségvédelem, a tudásalapú gazdaság és az esélyegyenlőség.)[32]
- március 19. – A XXX. Budapesti Tavaszi Fesztivál nyitónapja, melynek díszvendége Dánia. (Az eseménysorozat ünnepélyes megnyitójára Magyarországra érkezik a dán trónörökös pár, Frigyes dán koronaherceg és Mária koronahercegné, valamint az ország kulturális minisztere, Per Stig Moller.)[33]
- március 21. – A regionális választások második fordulóját tartják Franciaországban, melyet az ellenzékben lévő Szocialista Párt (PS), a Zöldek és a kisebb baloldali pártokat tömörítő Baloldali Front közös listái nyerik meg a szavazatok 53,85 százalékával.[34] A moszkvai metróhálózat a város központjában

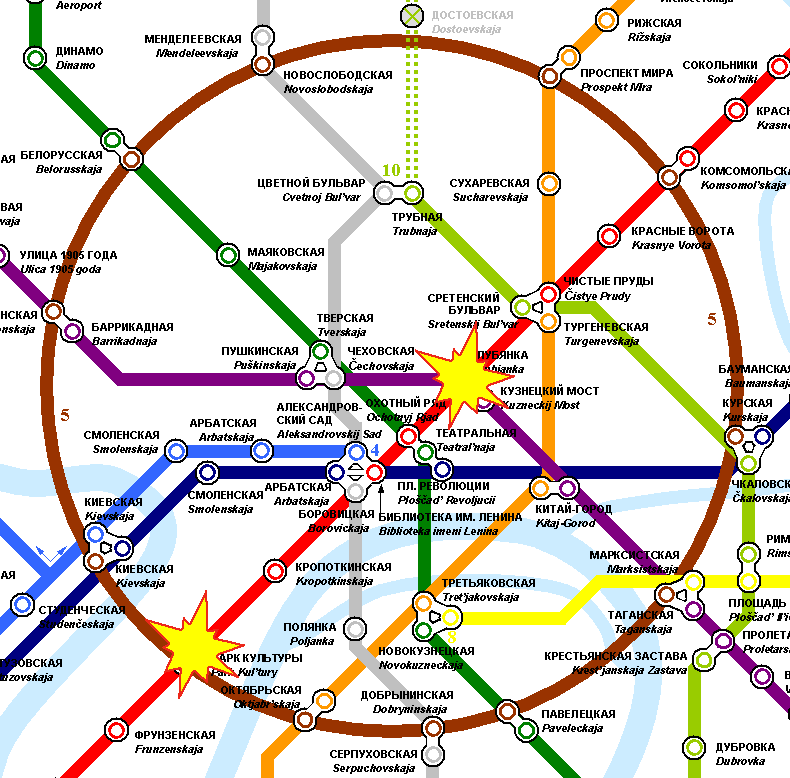
A moszkvai metróhálózat a város központjában

- március 25–26. – Az európai uniós tagországok állam- és kormányfőinek kétnapos brüsszeli csúcsértekezlete, melynek fő témája a közösség következő 10 évre vonatkozó, átfogó gazdasági stratégiájának alapvető célkitűzései.[35]
- március 26. – Egy észak-koreai torpedó elsüllyeszti a Sárga-tengeren a dél-koreai haditengerészet 1200 tonnás Cshonan nevű korvettjét. (Az incidensben kettétört és elmerült hadihajón 46 dél-koreai tengerész vesztette életét.)[36][37]
- március 28–29. – Helyhatósági választásokat tartanak Olaszországban, mely a jobboldal győzelmével zárul.[38]
- március 29. – Két pokolgép robban egymást után, 30 perces különbséggel a moszkvai metró Lubjanka, illetve Kultúrpark megállójánál.[39] A terrortámadásban – melyet Doku Umarov, a csecsen szélsőségesek és az úgynevezett Kaukázusi Emirátus vezére magára vállalta[40] – 39 ember vesztette életét és kilencvennél több sebesült meg.[41]
- március 31.
  - A szerb parlament határozatban ítéli el a srebrenicai mészárlást.[42]
  - Első fokon nyolc és fél év börtönbüntetésre és teljes vagyonelkobzásra ítéli Zuschlag Jánost a Bács-Kiskun Megyei Bíróság.[29]

### Április
- április 1.
  - Bissau-Guineában zendülő katonák őrizetbe veszik Carlos Gomes Júnior kormányfőt, valamint a hadsereg vezérkari főnökét, José Zamora Induta tábornokot és mintegy negyven tisztet.[43]
  - Átadják a Belváros Új Főutcáját a Budapest Szíve Program keretében (a Kecskeméti utca – Egyetem tér – Károlyi utca – Petőfi Sándor utca – Bécsi utca – Erzsébet tér – Október 6. utca útvonalán).[44]
- április 6. – Zavargások kezdődnek a kirgizisztáni Talasz városában. Megalapítják a világ egyik legnagyobb elektronikai vállalatát, a Xiaomit.
- április 7.
  - Kétszáz millió dollár hitel nyújtásáról szóló megállapodást ír alá Moszkvában Diana Dragutinović szerb pénzügyminiszter és Dmitrij Pankin orosz pénzügyminiszter-helyettes. (Szerbia a hitelt a költségvetés támogatására és az államháztartási hiány finanszírozására kapta.)[45]
  - Kirgizisztánban zavargások kezdődnek a fővárosban, Biskekben is. A tüntetők és a rendőrség között tűzharc kezdődött.
- április 8. A lezuhant lengyel elnöki gép repülési útvonala

A lezuhant lengyel elnöki gép repülési útvonala

  - Barack Obama amerikai és Dmitrij Medvegyev orosz elnök a prágai Hradzsin Spanyol-termében aláírja a hadászati támadó fegyverek korlátozásáról és csökkentéséről szóló új szerződést (START-III).[46]
  - Kirgizisztánban átmeneti kormányt alakít az ellenzék – a volt külügyminiszter – Roza Otunbajeva vezetésével, aki feloszlatta a parlamentet és ideiglenesen átvette az államelnökséget is. (A fővárosból Dzsalalabadba menekült Kurmanbek Bakijev elnök azonban nem mondott le.)[47] A rend időközben az országban nagyjából helyreállt, összesen 83-an vesztették életüket az előző napi összecsapásokban, valamint a rendcsinálás során.
- április 10. – A szmolenszki légikatasztrófában életüket veszítik a Lengyel Köztársaság legfelsőbb állami és katonai vezetői, köztük Lech Kaczyński államfő.[48] Az elnöki feladatokat ideiglenesen Bronisław Komorowski, a parlament alsóházának elnöke veszi át.[49] Az első fordulóban győztes jelöltek pártállás szerint
- április 11.

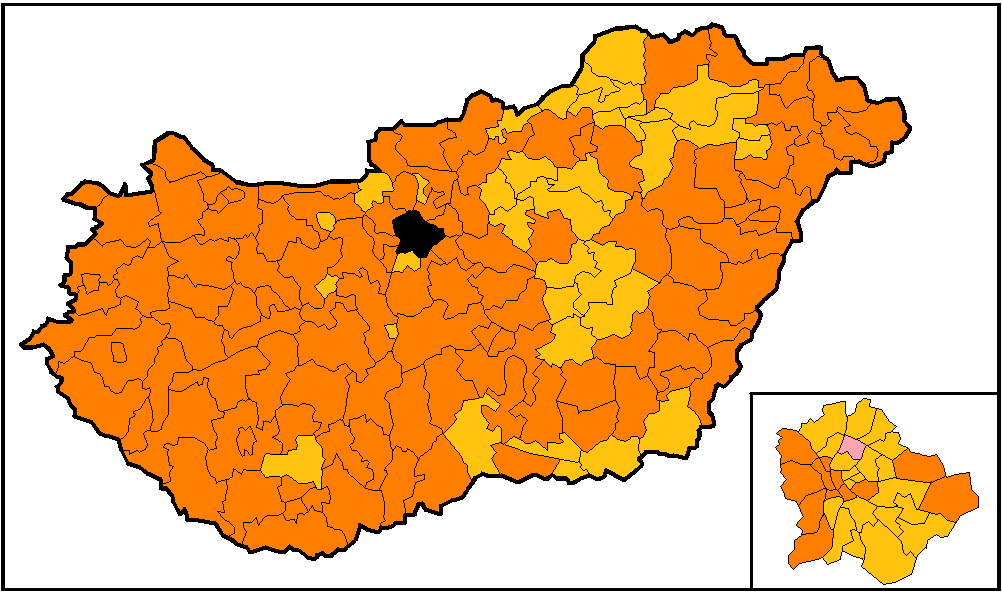
Az első fordulóban győztes jelöltek pártállás szerint

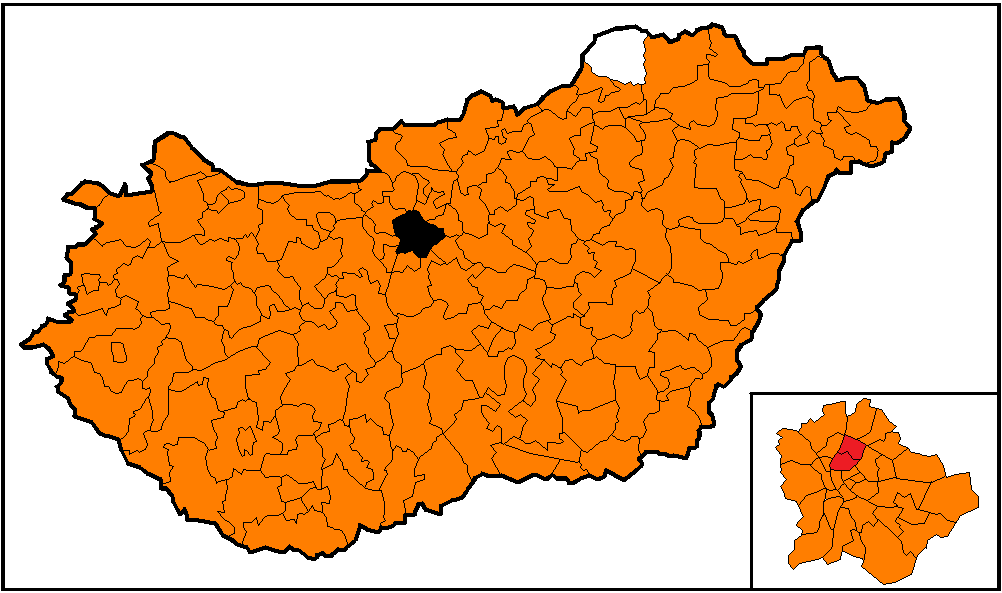
Választási eredmény a második forduló után

  - A magyarországi országgyűlési választások első fordulója,[50] amely a Fidesz-KDNP győzelmével zárul, miután megszerzi a szavazatok 52,73%-át.[51]
  - Dávid Ibolya, az MDF elnöke bejelenti lemondását, miután pártja nem jutott be a parlamentbe.[51]
- április 14.
  - Kitör az Eyjafjallajökull vulkán Izlandon, ami nagy mennyiségű vulkáni hamut lövell magából, és emiatt napokra leáll Észak-Európa légiközlekedése.[52]
  - A Richter-skála szerinti 7,1 erősségű földmozgás rázza meg Kína északnyugati Csinghaj tartományát.[53]
- április 15. – Lemond tisztségéről Kurmanbek Bakijev megbuktatott kirgiz elnök, aki Kazahsztánba utazott.[54]
- április 16. – Szerb–horvát–magyar államfői találkozó Pécsett, melyen hangsúlyozzák, miszerint a „kulturális nemzet” fogalmának használata lehetne az a közös beszédmód, amely egész Európában érthető, és alkalmas lenne a kisebbségek helyzetének kezelésére.[55]

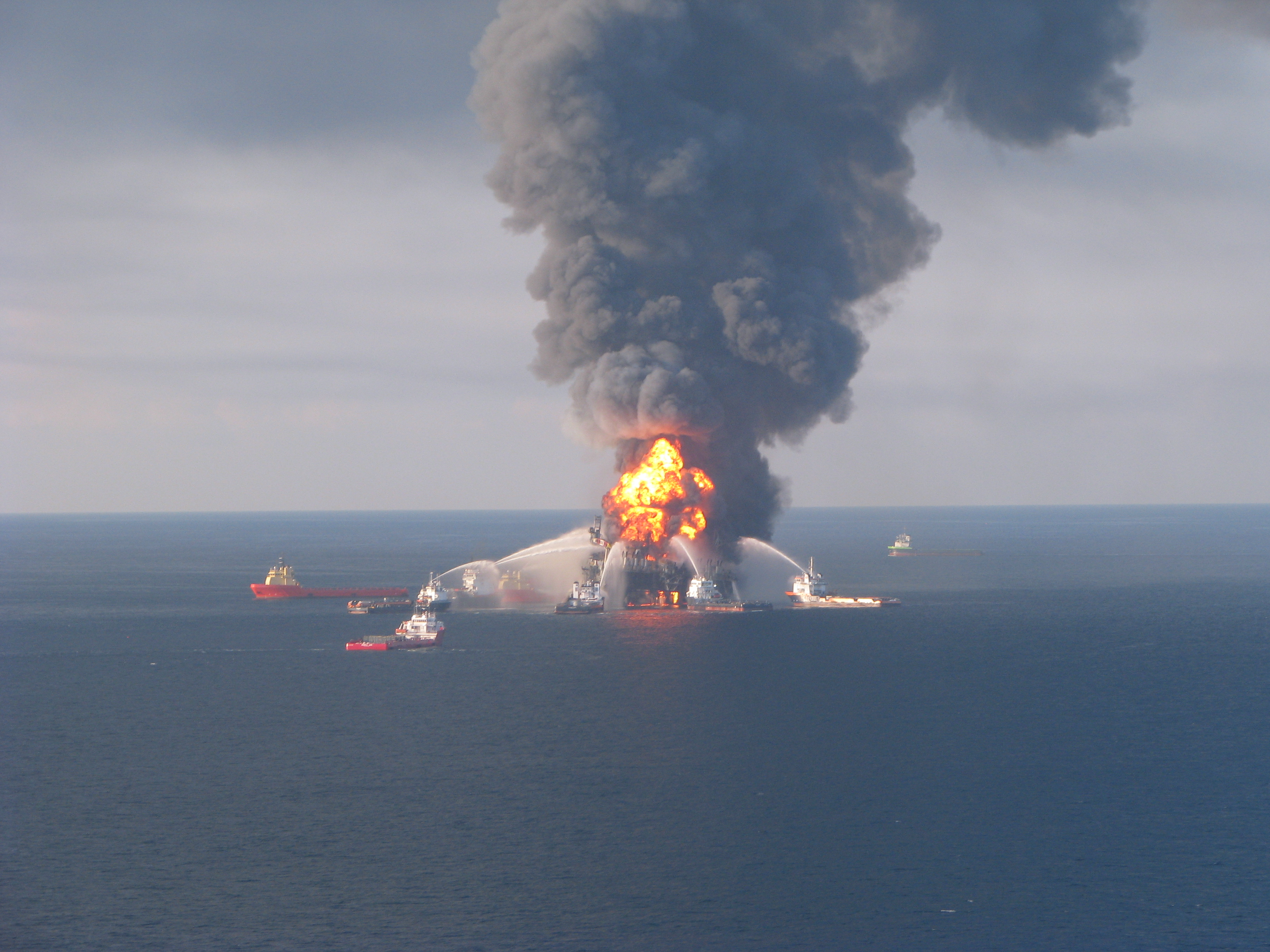
Oltják a Deepwater Horizon fúrótornyot

- április 20. – A Mexikói-öbölben felrobban a British Petrol Deepwater Horizon nevű mélytengeri fúrótornya, az USA történetének egyik legnagyobb környezeti katasztrófáját váltva ki ezzel.[56]
- április 22. – Benyújtja lemondását az Yves Leterme flamand kereszténydemokrata miniszterelnök által vezetett belga kormány, miután a flamand liberálisok kiléptek az ötpárti koalícióból.[57] (II. Albert belga király április 26-án elfogadta a kormányfő lemondását.)

- április 25.
  - A magyarországi országgyűlési választások második fordulója,[50] melyen a Fidesz-KDNP kétharmados parlamenti többségre tesz szert.[58] Orbán Viktor bejelenti a Nemzeti Együttműködés Rendszerét.[59]
  - Lendvai Ildikó, az MSZP elnöke – pártja választási vereségének hatására – lemond pártelnöki tisztségéről, és az elnökség is felajánlja a lemondását a kongresszusnak.[60]
  - Heinz Fischer, a hivatalban lévő szociáldemokrata osztrák államfő nyeri az osztrák elnökválasztást.[61]
- április 28. – Sólyom László köztársasági elnök bejelenti, hogy Orbán Viktort, a Fidesz-KDNP miniszterelnök-jelöltjét fogja javasolni miniszterelnöknek.[62]
- április 29. – Viktor Janukovics ukrán elnök aláírja az új ukrán–orosz flottamegállapodást, egyúttal nyilatkozatban fordult az ukrán néphez, védelmébe véve a dokumentumot. (A szerződés értelmében Oroszország tíz évre mintegy 30%-kal csökkenti az Ukrajnának szállított gáz jelentős, előre meghatározott részének árát, cserébe az orosz Fekete-tengeri Flotta az érvényes szerződés lejárta után újabb 25 évig, vagyis 2042-ig használhatja a Krím-félszigeten a szevasztopoli haditengerészeti támaszpontot.)[63]

### Május

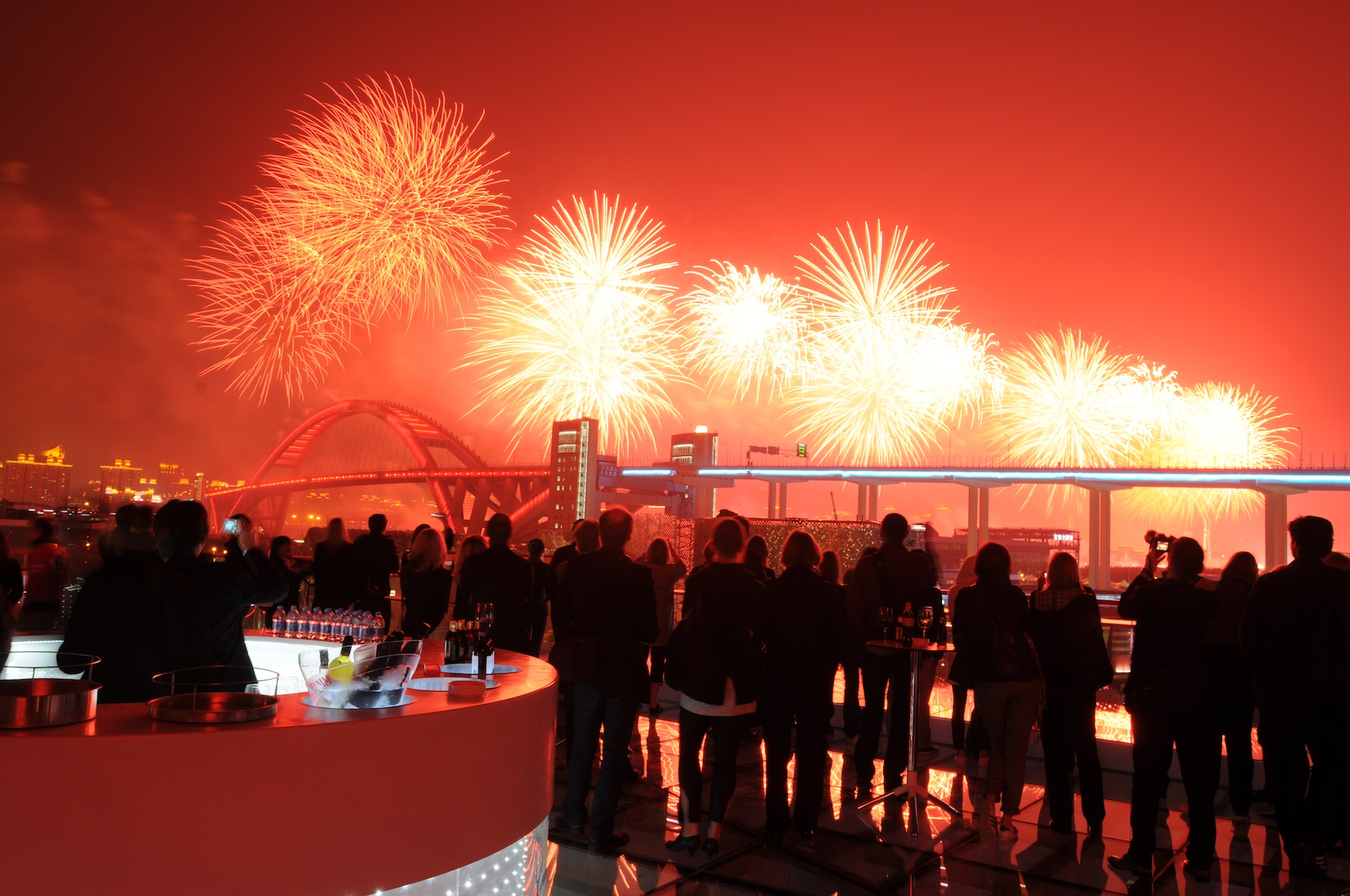
Tűzijáték a sanghaji világkiállítás megnyitóünnepségén. A kiállítás 2010. május elsején nyitotta meg kapuit, ahol már akkor is 204 000-en várakoztak, hogy felfedezhessék az 5,28 négyzetkilométernyi területet, amelyen a kiállítást rendezik

- május 1. – Sanghajban megnyílik a világkiállítás, az Expo-2010.[64]
- május 3. – Megkezdődik a miskolci villamospályák felújítása a Zöld Nyíl projekt keretében.[65]
- május 6.
  - A belga képviselőház megszavazza a parlament feloszlatását.[66]
  - Parlamenti választások az Egyesült Királyságban.[67]
- május 11. – Benyújtja lemondását II. Erzsébet királynőnek a miniszterelnöki tisztségről Gordon Brown brit miniszterelnök. Utóda a konzervatív David Cameron, aki önállóan nem képes, így a liberális párttal alakít kabinetet.[68] Ez az első koalíciós kabinet a második világháború óta.[69]
- május 11–14. – XVI. Benedek pápa portugáliai látogatása. (A Fátimában tartott szabadtéri mise után kijelenti, miszerint az abortusz és az azonos neműek házassága a két „legalattomosabb és legveszélyesebb” fenyegetés a mai világra nézve.)[70]
- május 14. – Megalakul az új Országgyűlés, ezzel a Bajnai-kormány megbízatása megszűnt és ügyvezető kabinetként működik tovább, az új kormány megalakulásáig.[71] A képviselők Schmitt Pált választják az Országgyűlés elnökévé,[72] s 19 állandó bizottságot hoznak létre.[73]
- május 15. – Árvizek pusztítanak Borsod-Abaúj-Zemplén megyében, minden idők legnagyobb árhulláma vonul végig a Hernádon.
- május 17.
  - A kormány árvízi vészhelyzetet hirdet ki Borsod-Abaúj-Zemplén megye területére.[74]
  - Irán, Brazília és Törökország külügyminisztere megállapodást ír alá Teheránban, Irán gyengén dúsított uránkészletének atomerőművi fűtőanyagra cseréléséről.[75]
  - Az indiai Orisza államban sikeres kísérletet hajtanak végre atomtöltet célba juttatására alkalmas ballisztikus rakétával.[76]
  - A bíróság előzetes letartóztatásba helyezi Hagyó Miklós volt MSZP-s képviselőt, budapesti főpolgármester-helyettest, a BKV vezetőinek szükségtelen, vagy túlárazott szerződések megkötésére kiadott utasítások gyanújával.[29]
- május 18. – Aníbal Cavaco Silva portugál elnök bejelenti, hogy jóváhagyta azonos neműek közötti házasságról szóló törvényt.[77]
- május 22. - Az Inter Diego Milito duplájával legyőzi a Bayern Münchent a BL döntőben.[78]
- május 26. – 344 igen, 3 nem és 5 tartózkodás mellett az Országgyűlés megszavazza a kettős állampolgárságról szóló törvényt, amely augusztus 20-án lép hatályba.[79] Válaszul a szlovák kormány elfogadta a szlovák állampolgársági törvény módosítását.[80]
- május 27. – XVI. Benedek pápa a Vatikánban, az olaszországi püspökök 61. közgyűlésén kijelenti, miszerint „a katolikus egyházon belüli botrányos pedofil esetek arra intenek, hogy újra meg kell tanulni a bűnbánatot”.
- május 29.
  - Az Országgyűlés Orbán Viktort választja miniszterelnökké,[81] s ezzel létrejön a második Orbán-kormány.[82]
  - Németország színeiben Lena Meyer-Landrut megnyeri az 55. Eurovíziós Dalfesztivált, aminek ebben az évben Norvégia fővárosa, Oslo adott otthont. Második lett a török rockegyüttes, a maNga; harmadik helyen végzett Románia, Paula Seling és Ovi képviseletében.
- május 31.
  - Horst Köhler német szövetségi elnök bejelenti, hogy azonnali hatállyal lemond tisztségéről. (Köhler Afganisztánról tett korábbi, vitatott nyilatkozata miatt volt kénytelen lemondani.)[83]
  - Kurd lázadók rakétákat lőnek ki a dél-törökországi İskenderunban lévő haditengerészeti támaszpontra. (A támadásban hat katona meghalt, kilenc pedig megsebesült.)[84]
  - Izraeli kommandósok foglaltak el egy Gázai övezet felé hajózó segélykonvojt, az akcióban kilenc török aktivista halt meg; az eset súlyos kárt okozott az izraeli-török diplomáciai és a NATO szövetségén belüli kapcsolataiban.[85]

### Június
- június 1. – Az amerikai hadsereg Bagdadban átadja a számos kormányzati intézménynek és az amerikai nagykövetségnek is otthont adó, szigorúan őrzött zöld zóna ellenőrzését a helyi hadseregnek.[86]
- június 1–2. – Orbán Viktor magyar miniszterelnök első hivatalos külföldi látogatása Varsóban, hol Bronisław Komorowski ideiglenes elnökkel és Jarosław Kaczyńskival, a Jog és Igazságosság párt elnökével tárgyal. (A tárgyaláson egyetértés születik abban, hogy a lengyel-magyar történelmi kapcsolatokat praktikus, a jövőre szóló közös programokkal kell kiegészíteni, vagyis elengedhetetlenül fontos az észak–déli infrastrukturális fejlesztések – autópályák, vezetékek és összekötött hálózatok – minél gyorsabb megindítása.)[87]
- június 2.
  - A kormány Borsod-Abaúj-Zemplén megye teljes területére árvízi és belvízi, míg Nógrád megye Hasznos és Pásztó településeinek területére árvízi veszélyhelyzetet hirdet ki.[88] (Ezt a két nógrádi település esetében 9-én, Borsod esetében 17-én oldják fel.[89])
  - Benyújtja lemondását Hatojama Jukio japán kormányfő, mivel népszerűsége jelentősen visszaesett azután, hogy ígéretével ellentétben nem állapodott meg az Okinava-szigetén működő amerikai támaszpont áthelyezéséről. (Helyét 4-én pénzügyminisztere, Kan Naoto vette át.)[90]
- június 2–3. – Brüsszelben tárgyal Orbán Viktor miniszterelnök az Európai Unió és a NATO csúcsvezetőivel.[91]
- június 3. – A kormány veszélyhelyzetet hirdet a Győr-Moson-Sopron megyei Bőny, Mezőörs, Rétalap, valamint a Jász-Nagykun-Szolnok megyei Jászdózsa, Jánoshida, Jászalsószentgyörgy, Alattyán, Jásztelek, Jászjákóhalma és Jászberény településekre.[92] (A bőnyi, mezőörsi és a rétalapi árvízi veszélyhelyzetet 9-én feloldják,[93] míg a szolnoki településeken 17-én.)
- június 4. – A kormány veszélyhelyzet hirdet Bács-Kiskun, Békés, Csongrád, Fejér, Heves, Jász-Nagykun-Szolnok, Pest és Szabolcs-Szatmár-Bereg megyék teljes területére.[94] (A kihirdetett veszélyhelyzetet Békés, Fejér, Heves, Pest és Szabolcs vonatkozásában június 11-én,[95] míg Bács-Kiskun, Csongrád és Jász-Nagykun-Szolnok megye vonatkozásában 17-én oldják fel.[96])
- június 4–6. – XVI. Benedek pápa háromnapos ciprusi látogatásra. (Először látogat római pápa XVI. Benedek személyében Ciprusra, azért hogy előmozdítsa a párbeszédet a ciprusi ortodox egyházzal.)[97]
- június 5.
  - Felsőzsolca 95%-át ellepi a víz, s ezzel minden idők legnagyobb árvize pusztít Borsod-Abaúj-Zemplén megyében. Több másik település is víz alá kerül, úgymint Edelény, Ócsanálos, Sajólád, Gesztely stb.
  - Orbán Viktor miniszterelnök felmenti tisztségéből Madarász Károly altábornagyot, a Katonai Felderítő Hivatal főigazgatóját,[98] és helyére Tóth András mérnök altábornagyot nevezi ki.[99] Ugyanakkor távozik a Katonai Biztonsági Hivatal éléről Kovácsics Ferenc altábornagy,[100] akit Domján László dandártábornok vált a főigazgatói poszton.[101]
- június 6. – Sólyom László köztársasági elnök Benkő Tibor altábornagyot nevezi ki a Honvéd Vezérkar főnökévé,[102] az előző nap menesztett Tömböl László mérnök vezérezredes helyére.[103]
- június 7. – Észak-Koreában a Kim-dinasztia régi bizalmasát, a 81 éves Cshö Jongrimet nevezik ki kormányfőnek; a legfőbb hatalmat továbbra is Kim Dzsongil gyakorolja.[104][105]
- június 8. – A NATO európai erőinek főparancsnoka, James Stavridis admirális Budapesten tárgyal a HM Honvéd Vezérkar főnökével, Benkő Tibor altábornaggyal. (A tárgyalások szó esett Afganisztánról, a Balkánról, az új magyar képességekről, valamint a magyar katonák katasztrófavédelemben betöltött szerepéről.)[106]
- június 9. – A jobboldali liberális, Néppárt a Szabadságért és a Demokráciáért (VVD) nyeri a holland parlamenti választásokat.[107] A labdarúgó-VB szurkolói

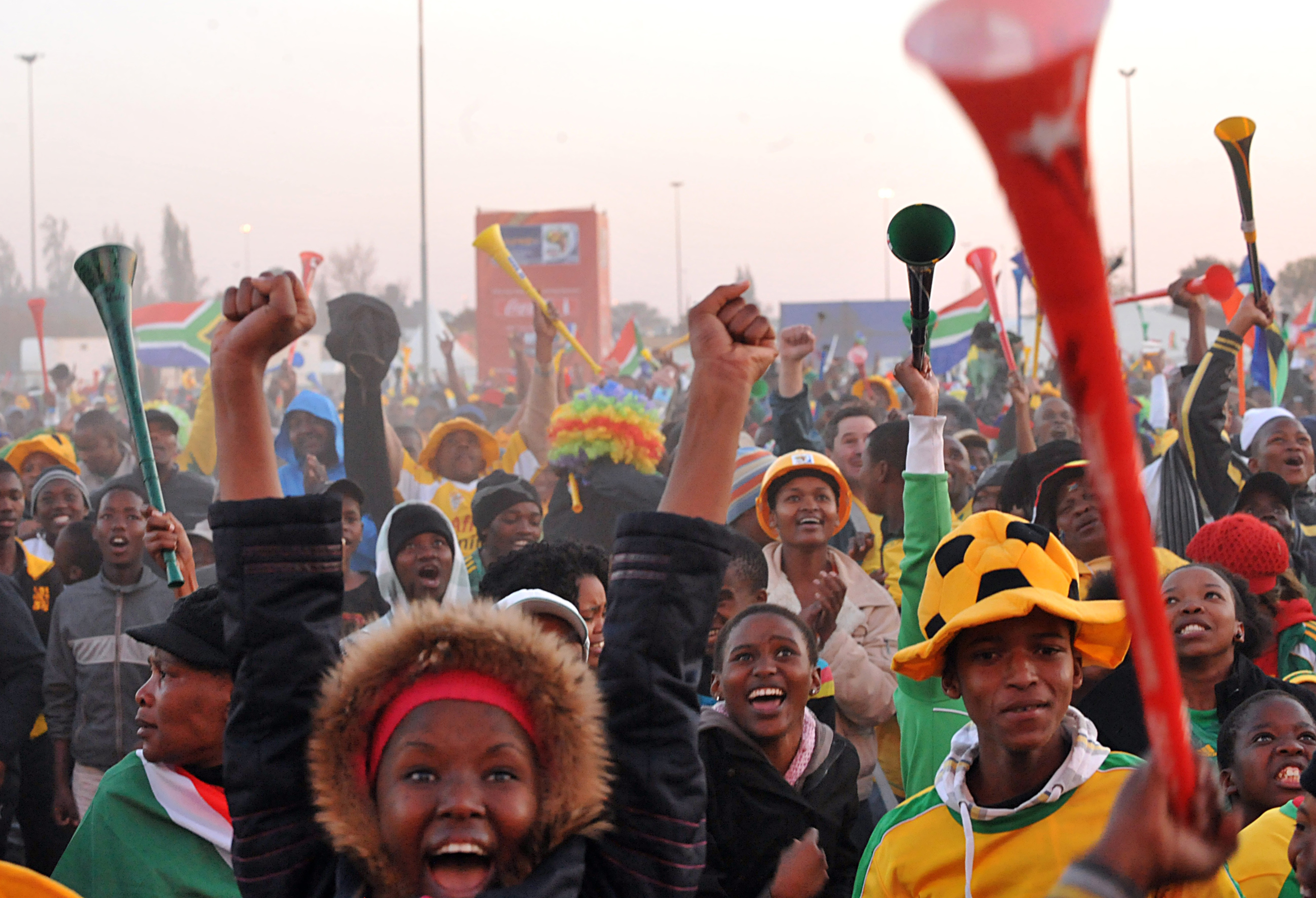
A labdarúgó-VB szurkolói

- június 10. – A kormány év végéig meghosszabbítja a Bajnai-kormány április 15-ig érvényes lakás-árverezési tilalmát.[29]
- június 11.
  - Vukovich Gabriella váltja fel Belyó Pált a Központi Statisztikai Hivatal elnöki székében. (Belyót a kormányfő – lemondása miatt – előző nap felmenti.)[108]
  - A Dél-afrikai Köztársaságban megkezdődik a 19. labdarúgó-világbajnokság.[109]
- június 11–12. – Belgrádban tárgyal Martonyi János külügyminiszter Mirko Cvetković szerb kormányfővel és Božidar Đelić-csel, a szerb kormány EU-integrációért felelős miniszterelnök-helyettesével. (Martonyi kihangsúlyozza, hogy a magyar külpolitika a jövőben fokozott hangsúlyt fektet a déli kapcsolatokra, és ezen belül a szerb- magyar együttműködésnek különlegesen fontos szerepe van,[110] ugyanakkor a „Danasz” című szerb lapnak adott interjújában kijelenti, hogy „az emberek jólétére, boldogulására kell összpontosítani, a területi- és határkérdéseket pedig el kell felejteni”.)[111]
- június 12. – Parlamenti választások Szlovákiában, melyen a legeredményesebb a Robert Fico vezette szociáldemokrata tömörülés, a SMER lett. (A SMER szerezte meg a szavazatok 34,8%-át, második helyen az ellenzék vezető pártja, a Szlovák Demokratikus és Keresztény Unió végzett a szavazatok több mint 15%-ával. Harmadik a sorban egy új párt, a liberális Szabadság és Szolidaritás pártja 12%-kal, a kereszténydemokraták támogatottsága 8,5%, a Hídé pedig 8,1%.)[112]
- június 13. – Előrehozott parlamenti választást tartanak Belgiumban.[113]
- június 14.
  - A magyar Országgyűlés elfogadja a „Legyen béke, szabadság és egyetértés” mottóval kezdődő Nemzeti Együttműködés Nyilatkozatát.[114]
  - Ivan Gašparovič szlovák államfő a győztes Irány – Szociáldemokrácia (Smer) párt elnökének, Robert Ficónak ad kormányalakítási megbízatást.[115]
- június 15.
  - A strasbourgi plenáris ülésen az Európai Parlament egyik alelnökévé választják a néppárti frakció jelöltjét, Tőkés Lászlót.[116]
  - A román parlament – a képviselőház és a szenátus együttes ülése után – elutasítja a Szociáldemokrata Párt (PSD) által – az Emil Boc vezette kormány ellen – benyújtott bizalmatlansági indítványt.[117]
- június 17–18. – Az európai uniós tagországok állam- és kormányfőinek brüsszeli csúcstalálkozója. (A nemzetközi pénzügyi válság következményei miatt leginkább a gazdasági témákra összpontosított, ezért elfogadták többek között a következő tíz évre vonatkozó versenyképességi és növekedési programot, az EU2020-at.)[118]
- június 18. Viktória hercegnő és Daniel Westling az esküvő után a főváros központjába ment

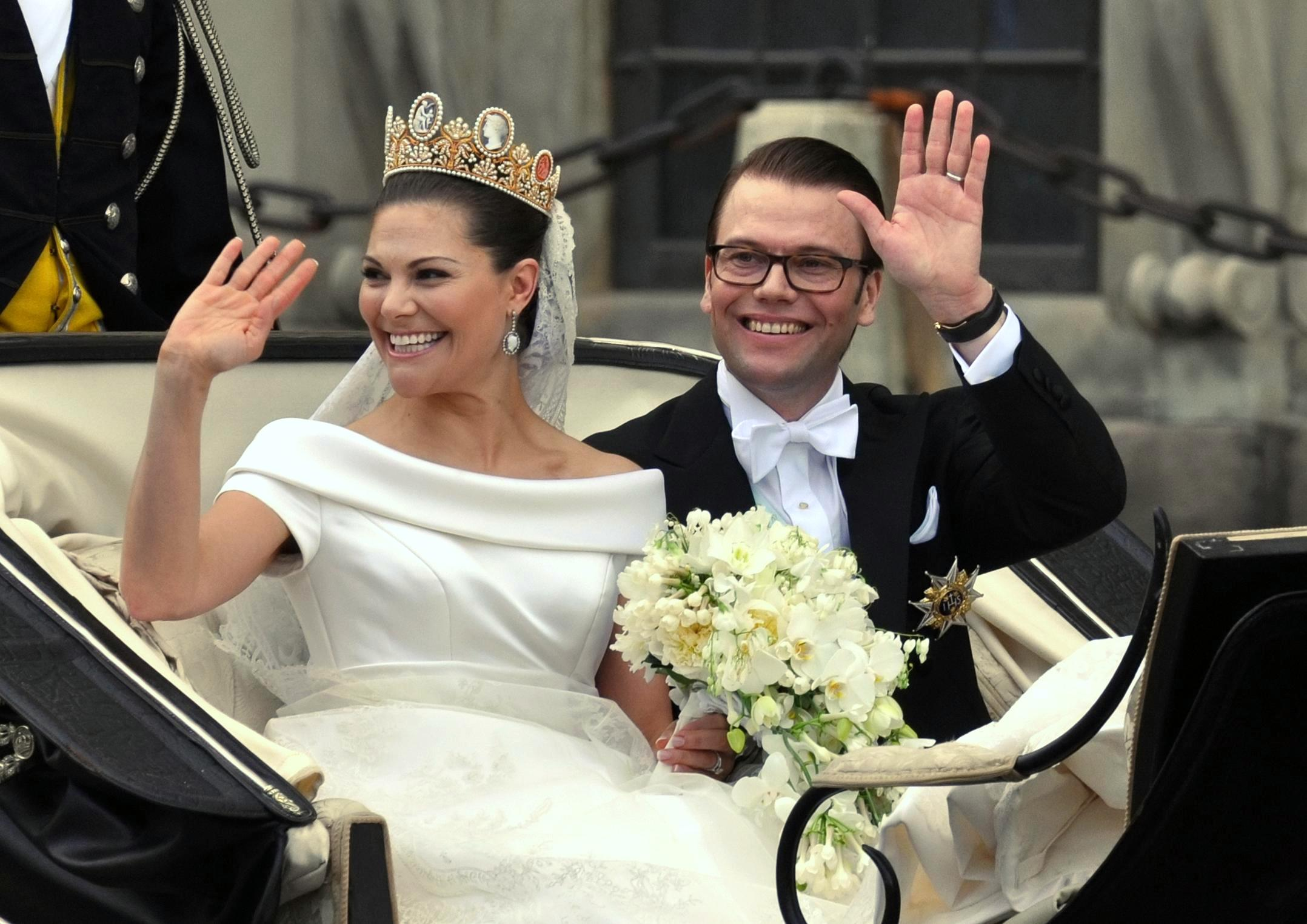
Viktória hercegnő és Daniel Westling az esküvő után a főváros központjába ment

  - A Michigan állambeli Grand Rapids-ban megalakul a Református Egyházak Világközössége.
  - Matti Vanhanen finn kormányfő bejelenti lemondását. (A körülötte és pártja körül kipattant kampányfinanszírozási botrány miatt mondott le. Helyét Mari Kiviniemi vette át 22-én.)[119]
  - Lovász László magyar akadémikus kapja a Kiotó-díjat. (Ez gyakorlatilag a Nobel-díj matematikai megfelelője, amellyel a matematika többféle ága közötti kapcsolat megteremtéséért díjazták.)[29]
- június 19. – Viktória svéd királyi hercegnő – a stockholmi katedrálisban – férjhez megy egykori fitneszedzőjéhez, Daniel Olof Westlinghez, aki immár Västergötland hercege.[120]
- június 20. – Előrehozott elnökválasztást tartanak Lengyelországban, amin Bronisław Komorowski ideiglenes államfő a szavazatok több mint 41%-át szerzi meg.[121]
- június 21. – Pintér Sándor belügyminiszter – miniszteri biztosként – Hajdu Jánost jelöli ki a Terrorelhárítási Központ felállítására.[122]
- június 23.
  - Sólyom László köztársasági elnök aláírja a „három csapásként”, illetve „három dobásként” emlegetett – 2010. évi LVI. – törvényt. (A Büntető Törvénykönyv módosítása szerint aki háromszor követ el erőszakos bűncselekményt, annál a kiszabható büntetés a kétszeresére emelkedik. Ha a büntetés így a húsz évet meghaladja, vagy a törvény szerint bármelyik bűncselekmény, életfogytig tartó szabadságvesztéssel is büntethető, akkor kötelező lesz életfogytig tartó szabadságvesztést kiszabni.[123] A törvény a kihirdetést követő harmincadik napon lép életbe.)[124]
  - Barack Obama amerikai elnök leváltja az afganisztáni szövetséges haderő főparancsnokát, Stanley McChrystal tábornokot, miután gúnyos és sértő kifejezésekkel illette a kormányzat egyes tagjait egy interjúban.[125]
  - Visszaadja a kormányalakítási megbízást Robert Fico, a június 12-i szlovákiai parlamenti választás győztes pártjának elnöke. Ivan Gašparovič államfő a Szlovák Kereszténydemokrata Unió alelnökét, Iveta Radičovát bízta meg kormányalakítással.[126]

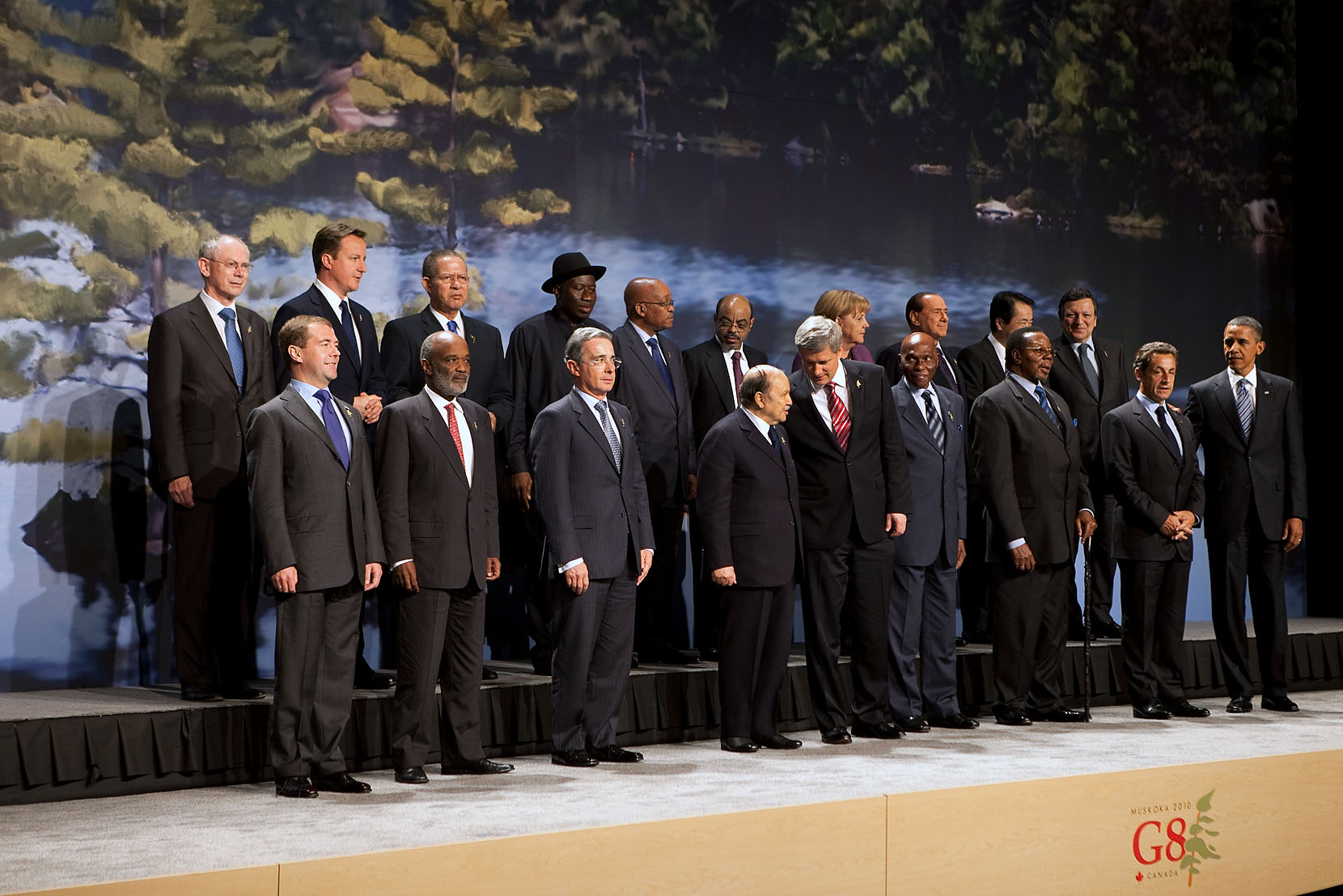
A G8-ak

- június 24. A G8-ak G20-as tanácsülés

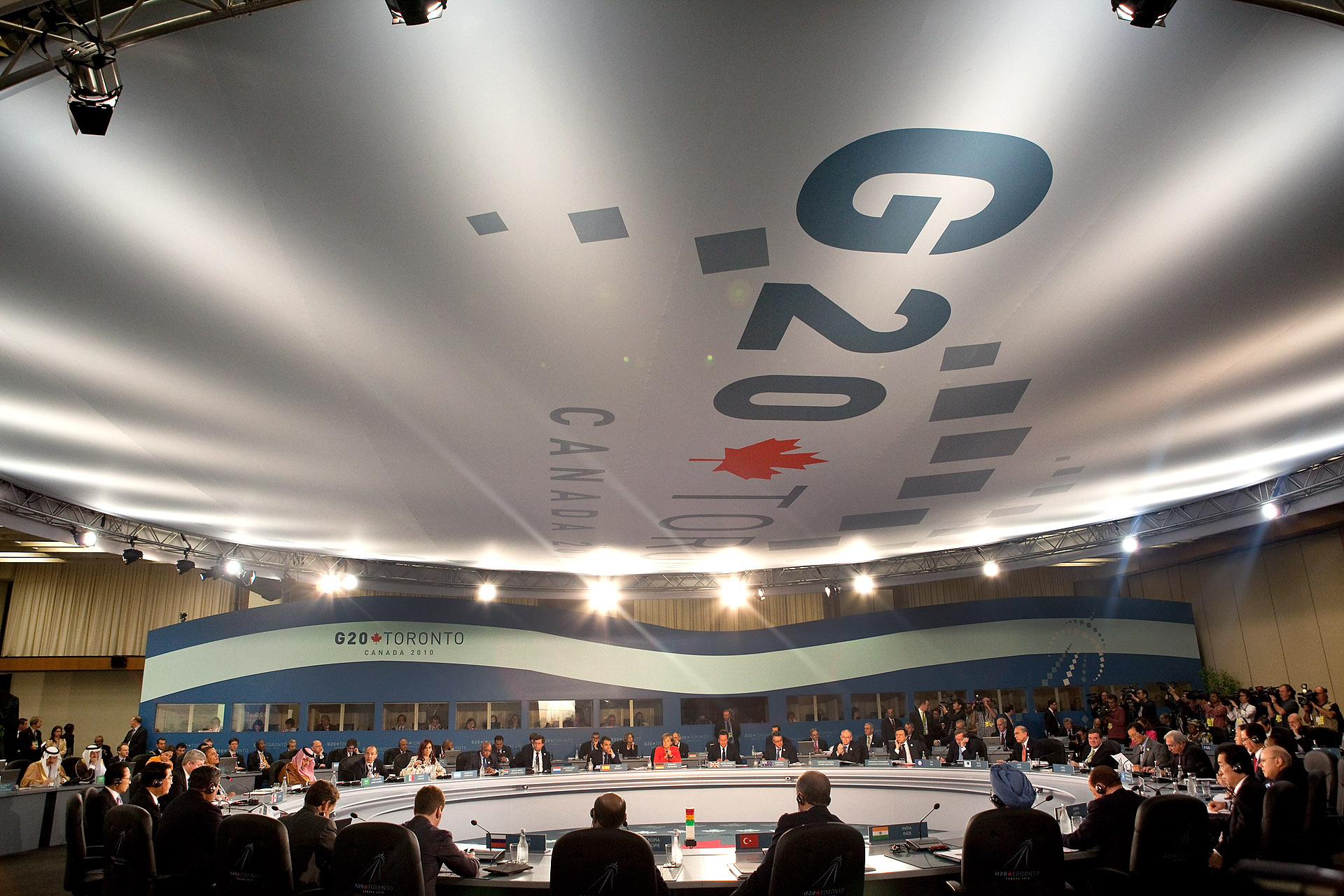
G20-as tanácsülés

  - Moldova felszólítja Oroszországot, hogy vonja ki katonáit az ország keleti, szeparatista területéről, ahol majd két évtizede állomásoznak.[127]
  - Julia Gillard váltja Kevin Rudd ausztrál miniszterelnököt. (Ausztrália kormányzó pártja, a Munkáspárt lecseréli, mivel a kormánypárt népszerűsége április óta zuhanórepülésben van a Rudd-kormány sorozatos hibái miatt.)[128]
- június 25.
  - Benyújtja lemondását a Jan Fischer vezette cseh hivatalnoki kormány.[129]
  - Martonyi János Washingtonban tárgyal az amerikai külügyminiszterrel, Hillary Clintonnal. (A találkozón szóba került a magyar miniszterelnök – várható őszi – washingtoni látogatása, a szlovák-magyar kapcsolatok és a magyar gazdaság helyzet.)[130]
- június 25–26. – Az iparilag legfejlettebb nyolc államot tömörítő G8-as csoport csúcstalálkozója a kanadai Torontótól északra fekvő Huntsville-ben. (A tanácskozás napirendjén elsősorban a gazdasági válság utáni újjáépítéssel kapcsolatos témák szerepelnek.)[131]
- június 26–27. – A fejlett és a dinamikusan fejlődő országok (G-20) vezetőinek csúcstalálkozója a kanadai Torontóban. (A költségvetési hiánnyal küzdő nagyhatalmak megállapodtak abban, hogy három éven belül felére csökkentik a deficitet. A bankadó ügyében nem született egyetértés.)[132]
- június 28.
  - Václav Klaus cseh államfő a Polgári Demokratikus Párt elnökét, Petr Nečast nevezi ki miniszterelnöknek.[133]
  - Kirgizisztánban nyilvánosságra hozzák ez előző napi népszavazási eredményeket, és az új alkotmány értelmében az ország elnöki köztársaságból parlamenti demokráciává alakul át.[134]
- június 29.
  - Az Országgyűlés – 263 szavazattal – Schmitt Pált választja a Magyar Köztársaság elnökévé. (Schmitt Pál a szavazás végeredményének bejelentése után letette az államfői esküt.)[135]
  - Martonyi János külügyminiszter – román kollégája, Theodor Baconschi meghívására – Bukarestbe utazik egynapos hivatalos látogatásra. (A külügyminiszteri találkozón Martonyi hangsúlyozta, a módosított állampolgársági törvény alkalmazása során Magyarország minden nemzetközi normát betart, s nem tömegesen, hanem egyéni kérelemre ad állampolgárságot a határain kívül élő magyaroknak.)[136]
- június 30.
  - Korhecz Tamás elnökletével megalakul az új összetételű szerbiai Magyar Nemzeti Tanács. (A szervezet – a többi nemzeti tanácshoz hasonlóan – iskolákat, diákotthonokat alapíthat, előzetes jóváhagyására van szükség a magyar nyelven oktató iskolák igazgatóinak megválasztásához.)[137]
  - A berlini kormánykoalíció jelöltje, Christian Wulff nyeri a német elnökválasztást.[138]

### Július
- július 1.
  - Belgium átveszi Spanyolországtól az Európai Unió soros elnöki tisztét.[139]
  - Szlovákia egy évre átveszi Magyarországtól a V4-ek elnöki tisztségét.[140]
  - Christiana Figueres Costa Rica-i diplomata váltja Yvo de Boert az ENSZ Klímaváltozási Keretegyezmény (UNFCCC) végrehajtását felügyelő szervezet élén.[141]
  - Szász Károly váltja Farkas Ádámot a Pénzügyi Szervezetek Állami Felügyelete élén,[142] Hatala József Bencze Józsefet váltja az országos rendőrfőkapitányi tisztségben,[143] míg Boda József Dobokay Gábort váltja a Nemzetbiztonsági Szakszolgálat főigazgatói székben.[144]
  - Az esztergomi főszékesegyház alatti hatalmas pincerendszer felújítása – a második Nemzeti Fejlesztési Terv keretében – befejeződik, a pince megnyitja kapuit a közönség előtt.[145]
- július 2. – A kormány arra kötelezi az államigazgatási szerveket, hogy a hivatali épületekben jól láthatóan függesszék ki a Magyar országgyűlés 1/2010 (VI.16.) OGY politikai nyilatkozatát a Nemzeti Együttműködésről (NYENYI).[29]
- július 3.
  - Hillary Clinton amerikai és Radosław Sikorski lengyel külügyminiszter Krakkóban aláírja a Bush-kormány idején, 2008 augusztusában kötött rakétapajzs-megállapodás kiegészítő jegyzőkönyvét.[146]
  - Leteszi hivatali esküjét Kirgizisztán új elnöke, Roza Otunbajeva.[147]
- július 4.

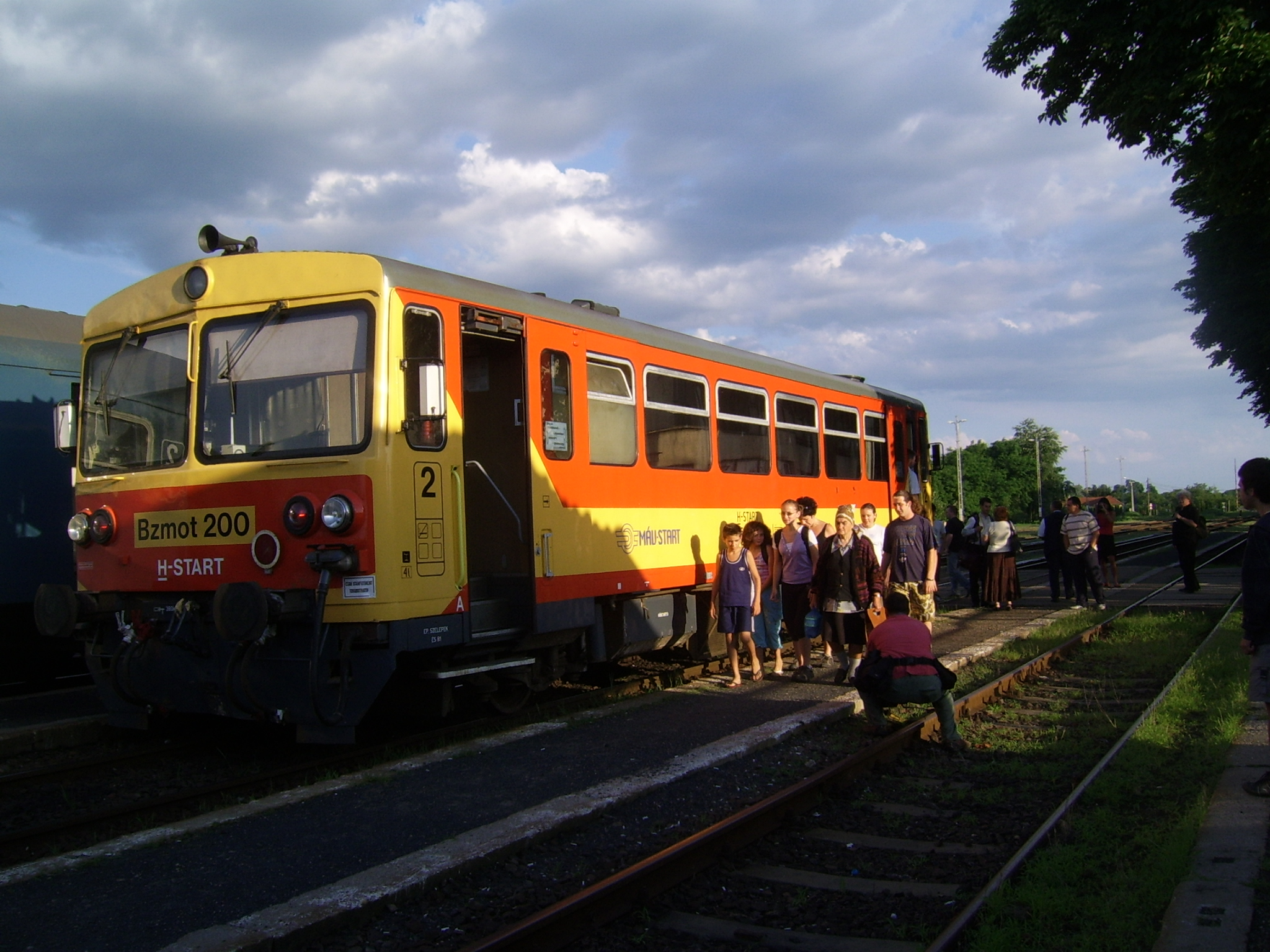
Július 4: Az első Lajosmizséről Kecskemétre tartó vonat a 142-es vasútvonal reaktivált szakaszán

- - A lengyel elnökválasztás második fordulóját a liberális Polgári Platform jelöltje, Bronisław Komorowski nyeri meg a konzervatív Jarosław Kaczyński ellenében.[148]
  - Újraindul a vasúti forgalom négy 2009-ben és egy 2007-ben bezárt magyarországi vasúti szárnyvonalon.
- július 7.
  - Párizsban francia kollégájával Bernard Kouchnerrel és Christine Lagarde gazdasági miniszterrel tárgyal Martonyi János külügyminiszter az állampolgársági törvénnyel, a szlovák–magyar viszonnyal, a gazdasági helyzet helyreállításával, valamint a soron következő magyar uniós elnökséggel kapcsolatosan. A megbeszéléseket követően Martonyi és kollégája Brüsszelbe utazott, hogy részt vegyen egy kötetlen jellegű munkavacsorán az uniós külügyminiszterekkel.[149]
  - Bűnösnek mondja ki a párizsi bíróság Manuel Noriega volt panamai elnököt kábítószer-kereskedelemből származó pénzek tisztára mosásának vádjában, és hét év szabadságvesztésre ítéli.[150]
  - Városnézőket, köztük a mosonmagyaróvári Kossuth Lajos Gimnázium diákjait és tanárait szállító kétéltű vízibusznak ütközik egy uszályhajó az egyesült államokbeli Philadelphiában, nem messze a Ben Franklin hídtól. (37 ember esett a fedélzetről a Delaware-folyóba.[151] Két magyar diák eltűnt, kiknek holttestére két nappal később talál rá az amerikai partiőrség.)[152]
- július 8.
  - Martonyi János külügyminisztert Berlinben bemutatkozó megbeszélésen fogadja Guido Westerwelle német alkancellár és külügyminiszter.[153] (Elsősorban gazdasági témák szerepeltek a napirenden és Orbán Viktor miniszterelnök közelgő berlini látogatásának előkészítése.)[154]
  - Ivan Gašparovič államfő Iveta Radičovát nevezi ki a Szlovák Köztársaság kormányfőjévé, s hivatalba lép az új szlovák kormány, miután a miniszterek letették az esküjüket. (A Bugár Béla vezette Híd pártnak a mezőgazdasági és a környezetvédelmi minisztériumot, valamint az emberi jogi és kisebbségügyi kormányfő-helyettesi posztot sikerült megszereznie.)[155]
- július 9. – Néhány órás eltéréssel két egymást követő földrengés rázza meg Tajvant. (Az első, 5,2-es erősségű rengés Tajpejtől 90 kilométerre délkeletre a földfelszín alatt 21 kilométerrel történt; a másik, 5,3-as fokozatú pedig a tengerfenék alatt 130 kilométerrel következett be 115 kilométernyire, ugyancsak délkeletre a sziget fővárosától.)[156]
- július 10. – Az MSZP rendkívüli tisztújító kongresszusa, amelyen Mesterházy Attilát választották a szocialista párt új elnökévé.[157]
- július 12. – A Richter-skála szerinti 6,2 erejű földmozgás rázza meg Chile északi részét, melynek epicentruma – az Atacama sivatagban fekvő – Calama településtől mintegy 80 kilométerre volt.[158]
- július 13.
  - Václav Klaus államfő kinevezi a Petr Nečas vezette új cseh hárompárti jobbközép koalíciós kormányt.[159]
  - A Windows2000 támogatása megszűnik.
- július 14. – A Richter-skála szerint 6,5-es földrengés rázza meg Chile középső partszakaszát, Temucótól 98 kilométerrel észak-északnyugatra, 28 kilométer mélységben.[160]
- július 14–18. – Szélrózsa Országos Evangélikus Ifjúsági Találkozó Szarvason.[161]
- július 15.
  - Argentínában elfogadják azt a törvényt, amely lehetővé teszi az azonos neműek házasságát.[162]
  - William Levada bíboros, a Szentszék Hittani Kongregációjának vezetője aláírja azt a dokumentumot, amely tízről húsz évre növelte a pedofil bűncselekmények elévülési idejét.[163]
- július 17. – A 2008-ban kötött kölcsönmegállapodás esedékes felülvizsgálati tárgyalásának lezárása nélkül hazautazik Magyarországról az IMF és az EU delegációja.[29]
- július 18. – Egyéb szakmai feladatokkal indokolva lemond az Országos Választási Iroda vezetői tisztségéről Virág Rudolf, a Közigazgatási és Igazságügyi Minisztérium helyettes államtitkára. (Helyére Navracsics Tibor miniszter 19-ei hatállyal Sári Miklós ügyvédet nevezi ki.)[164]
- július 20. – Iveta Radičová szlovák, Petr Nečas cseh, Donald Tusk lengyel és Orbán Viktor magyar miniszterelnök részvételével Budapesten tartják a visegrádi országok kormányfőinek csúcstalálkozóját.[165]
- július 21.
  - Orbán Viktor kormányfő Berlinben tárgyal Angela Merkel kancellárral. (Mind a magyar miniszterelnök, mind a német kancellár a bankadó bevezetése mellett foglalt állást.)[166]
  - A Richter-skála szerint 5,8-as erősségű földrengés rázza meg Irán déli részét, Ahl város térségében, a földfelszín alatt 9 km-es mélységben.[167]
- július 22.
  - Az Országgyűlés az Alkotmánybíróság tagjává választja Bihari Mihályt és Stumpf Istvánt.[168]
  - Az Országgyűlés módosítja az Alkotmányt, mely szerint „a Magyar Honvédség, a Rendőrség és a nemzetbiztonsági szolgálatok hivatásos állományú tagjai nem lehetnek tagjai pártnak, politikai tevékenységet nem folytathatnak, továbbá szolgálati jogviszonyuk fennállása alatt és annak megszűnését vagy megszüntetését követő három évig nem indulhatnak jelöltként az országgyűlési képviselők választásán, az európai parlamenti választáson, a helyi önkormányzati képviselők és a polgármesterek, valamint a kisebbségi önkormányzati képviselők választásán”. (A módosítást Schmitt Pál köztársasági elnök augusztus 11-én írta alá.)[169]
- július 23. – Az Országgyűlés elfogadta a korábban 29 pontban meghirdetett gazdasági akciótervet megvalósító törvénycsomagot, bevezetve a pénzügyi szektort terhelő különadót.[170][171]
- július 31. – A francia Alstom nem kapja meg a budapesti keleti-nyugati metró vonalára legyártott 22 metrószerelvényének végleges típusengedélyét a Nemzeti Közlekedési Hatóságtól.[29]

### Augusztus
- augusztus 2. – Egyéves próbaüzem után átadják a csepeli központi szennyvíztisztítót. (A 491 millió eurós beruházással a fővárosi szennyvizek 90-95%-a megtisztításra kerül a korábbi 50% helyett.)[29]
- augusztus 5. – 33 chilei bányász rekedt 68 napra 700 méter mélyen egy bányaomlás következtében. Az október 13-án sikerült felszínről induló fúrásokkal elérni az aknában rekedteket, a mentőakciót világszerte követték internetes és televíziós közvetítéseken.[172]
- augusztus 6. – Schmitt Pál váltja Sólyom Lászlót a köztársasági elnöki tisztségben,[173] ugyanakkor Schmitt Pált Kövér László követi a házelnöki székben.[174]
- augusztus 7–8. – Nemzetközi Repülőnap és Haditechnikai Bemutató Kecskeméten.[175]
- augusztus 10. – Hatályba lép az a törvénymódosítás, mely kimondta, hogy még bírósági végrehajtás esetén is el kell halasztani a nemfizető adósok lakáskiürítését 2011. április 15-ig. (A törvénymódosítás az Orbán-kormány június 10-én meghozott lakásárverezési tilalmának meghosszabbítása.)[29]
- augusztus 11. – Szalai Annamária kerül az újonnan létrehozott Nemzeti Média- és Hírközlési Hatóság élére, 9 évi időtartamra.[176]
- augusztus 13. - Elkezdődik az első Kaposvári Nemzetközi Kamarazenei Fesztivál.[177]
- augusztus 20.
  - Elhagyja Irakot az utolsó amerikai harcoló dandár. (A hónap végén Barack Obama elnök hivatalosan is bejelentette az Iraki szabadság hadművelet végét.)
  - Hatályba lép a magyar állampolgárságról szóló 1993. évi LV. törvény módosítása. (A törvény rendelkezéseit a 2011. január 1-je utáni eljárásokban alkalmazzák.)[178]
- augusztus 21. – Előrehozott parlamenti választások Ausztráliában.[179]
- augusztus 23.
  - Támadás ér egy magyar katonai konvojt az afganisztáni Baglán tartományban. (A támadás során egy magyar katona, Pappné Ábrahám Judit életét vesztette, egyik társa életveszélyesen, további kettő pedig súlyosan megsebesült.[180] A súlyosan megsebesült Kolozsvári György zászlós később, szeptember 6-án halt bele sérüléseibe.)
  - Manilában egy M16-os gépkarabéllyal felfegyverzett fülöp-szigeteki volt rendőr túszul ejti a Thai Hong Travel nevű szingapúri turisztikai vállalat buszát, rajta huszonöt emberrel, köztük hongkongi, illetve kínai turistákkal. (A 12 órán át tartó túszdrámában a rendőrök megölték a fegyverest, aki azonban korábban végzett 8 tússzal.)[181]
- augusztus 25. – Kitör a Kolumbia délnyugati részén emelkedő Galeras vulkán. (A kormány felszólított nyolcezer embert, hogy azonnal hagyja el a környéket és költözzék az előkészített ideiglenes szállásokra.)[182]
- augusztus 29. – Az indonéziai Észak-Szumátrán kitör a Sinabung vulkán. (A természeti katasztrófa következtében 12 ezer embert evakuálni kellett.)[183]

### Szeptember
- szeptember 1. Christchurch a földrengés után

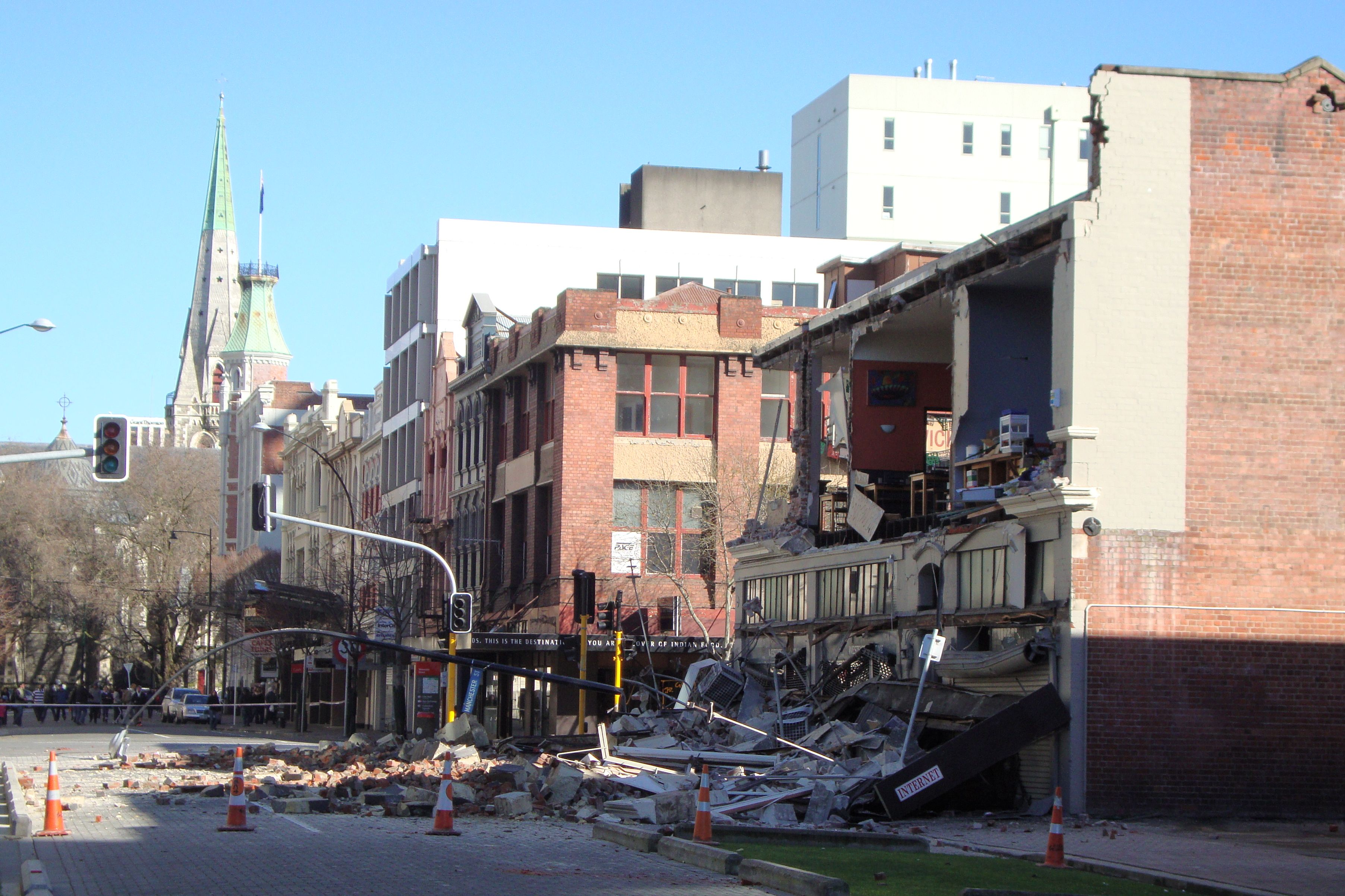
Christchurch a földrengés után

  - Megalakul a Terrorelhárítási Központ.[184]
  - A hét regionális államigazgatási hivatal helyett tizenkilenc megyei, továbbá egy fővárosi közigazgatási hivatal jön létre.[185]
- szeptember 2.
  - Csecsenföld parlamentje eltörli a „köztársaság elnöke” címet.[186]
  - XVI. Benedek pápa fogadja Simón Peresz izraeli elnököt, és kifejezte reményét, hogy az izraeli-palesztin tárgyalásokon megállapodás születik, amelyben „figyelemmel lesznek mindkét nép jogos törekvéseire”.[187]
- szeptember 4. – A Richter-skála szerinti 7,4-es erősségű földrengés rázza meg Új-Zéland második legnagyobb városát, Christchurchöt, majd három napra rá egy 5,1-es erősségű követi, melynek középpontja a várostól 10 km-re délkeletre, 6,4 km-rel a felszín alatt volt.[188]
- szeptember 7.
  - Bécsben tesz látogatást Schmitt Pál, első hivatalos államfői útján. (A köztársasági elnök bemutatkozó látogatást tett Heinz Fischer osztrák államfőnél, megbeszélést folytatott Barbara Prammer házelnökkel és kerekasztal-beszélgetésen vett részt ausztriai magyar szervezetek képviselőivel.)[189]
  - Jórgosz Papandréu görög szocialista miniszterelnök átalakítja kormányát az ország gazdaságának megreformálására és a hitelválság leküzdésére tett erőfeszítései keretében.[190]
- szeptember 9. – 6,1-es erősségű földrengés rázza meg Chile középső részének partvidékét, 35 km-re délnyugatra Concepcióntól, 17 km-es mélységben.[191]
- szeptember 14. – Leteszi hivatali esküjét a Julia Gillard vezette ausztrál kormány. (Gillard – aki az ország első női miniszterelnöke – 76 képviselőre támaszkodhat a 150 tagú képviselőházban, miután két független képviselő biztosította őt támogatásáról.)[192]
- szeptember 15. – A szlovén és a magyar gazdasági együttműködésről, a két ország nemzeti kisebbségeinek helyzetéről tárgyalt egymással Ljubljanában Schmitt Pál magyar államfő és Danilo Türk szlovén köztársasági elnök. (A szlovének többek között azt kérték a magyar államfőtől, hogy legyen szlovén nyelvű óvoda Magyarországon.)[193]
- szeptember 16. – Az Európai Unió stratégiai partnereivel való kapcsolatok összehangolt alakításáról folytatnak véleménycserét az uniós országok állam- és kormányfői brüsszeli tanácskozásukon, ahol megszületett a megállapodás a Dél-Koreával megtárgyalt szabadkereskedelmi megállapodás ügyében.[194] XVI. Benedek pápa Westminsterben

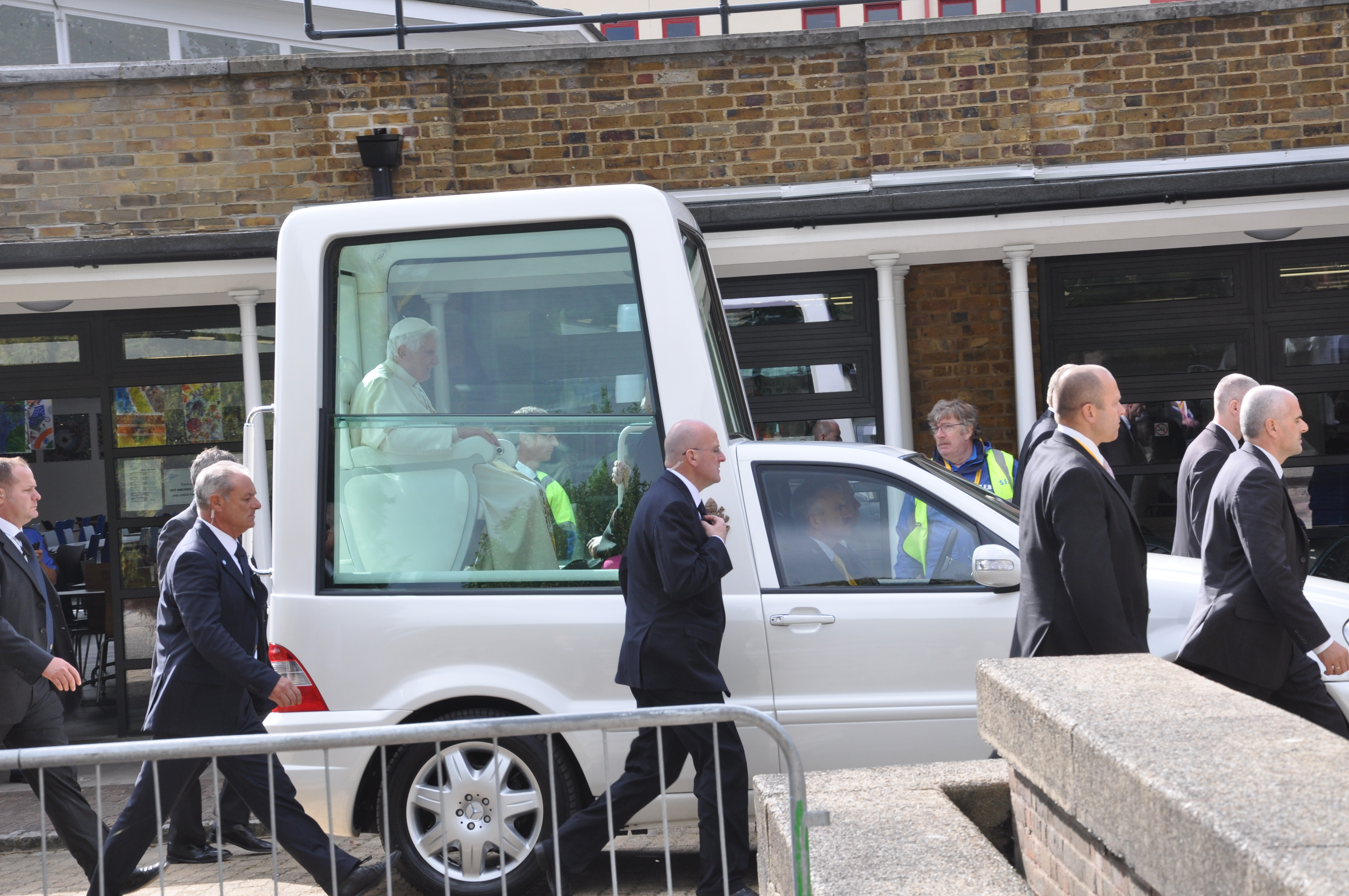
XVI. Benedek pápa Westminsterben

- szeptember 16–19. – II. Erzsébet brit királynő meghívására négynapos állami látogatást tesz Nagy-Britanniába XVI. Benedek pápa. (A katolikus egyházfő látogatása során felkereste Glasgow-t, Londont és Birminghamet, továbbá több nagyszabású szabadtéri rendezvényen celebrált misét.)[195]
- szeptember 17. – Lemond a japán kormány, hogy így tegye lehetővé a testület átalakítását. (Kan Naoto miniszterelnök azt követően döntött kormánya átalakításáról, hogy sikerült újraválaszttatnia magát pártja élére.)[196]
- szeptember 18.
  - XVI. Benedek pápa – a Westminster székesegyházban bemutatott misén – megköveti a pedofil papok áldozatait.[197]
  - Megkezdődnek a parlamenti választások Afganisztánban.[198]
- szeptember 18–19. – A XIV. dalai láma, Tendzin Gyaco hetedik alkalommal látogat el Magyarországon. (Megkapta a Budapest díszpolgára címet és előadásokat tartott a Papp László sportarénában.)[199]
- szeptember 19. – A kormányzó jobbközép koalíció győz a svéd parlamenti választásokon, de elvesztette eddigi abszolút többségét a törvényhozásban, amelybe bekerült viszont egy szélsőjobboldali párt, a Svéd Demokraták (SD).[200]
- szeptember 21.
  - Schmitt Pál köztársasági elnök New Yorkban az üzbég, majd a macedón államfővel folytat megbeszélést, amelyeken fontos hangsúlyt kap Magyarországnak az törekvése, hogy a 2012-2013-as időszakra ismét az ENSZ Biztonsági Tanácsának tagjává válasszák.[201]
  - Az Európai Unió tagországainak mezőgazdasági miniszterei – a brüsszeli találkozójukon – egyetértenek abban, hogy szükség van egy erős uniós agrárpolitikára.[202]
  - A politikai válság megszüntetése érdekében lemond Omar Abdirashid Sharmarke, a szomáliai átmeneti kormány miniszterelnöke.[203]
- szeptember 25. – Német-magyar-török házelnöki találkozó a Ruhr-vidéki Bochumban. (Norbert Lammert, Kövér László és Mehmet Ali Sahin közös nyilatkozatot adott ki, melyben üdvözlik és támogatják hazájukban a politikai és a gazdasági együttműködés mellett a kulturális együttműködés jelentőségének tudatosítását és a kooperáció továbbfejlesztését.)[204]
- szeptember 27.
  - Traian Băsescu román államfő Traian Igaş személyében új közigazgatási és belügyminisztert nevezett ki, miután Vasile Blaga lemondott tisztségéről. (Blaga döntését a rendőrök szeptember 24-ei, engedély nélküli tiltakozó akciójával, s annak belpolitikai következményeivel indokolta.[205] A rendőrség kötelékében dolgozók ugyanis a 25%-os közalkalmazotti bércsökkentések és elbocsátások elleni tüntetésük során hatósági jóváhagyás nélkül az államfői hivatal, a Cotroceni-palota elé vonultak.)[206]
  - Iveta Radičová szlovák miniszterelnök a koszovói Šajkovacban bejelenti, hogy Szlovákia november végéig visszavonja katonáit a KFOR koszovói missziójából.[207]
- szeptember 28. – Feloszlatja a moldovai parlamentet az ország ügyvezető elnöke, Mihai Ghimpu és november 28-ára írja ki az előre hozott választásokat.[208]
- szeptember 30. – Ecuadorban a kormány megszorító intézkedései ellen fellázadt rendőrök és katonák puccsot kísérelnek meg Rafael Correa elnök ellen. (A puccsot végül is kormányhű katonák akadályozták meg, a két fél közötti harcban két fő életét vesztette, 37-en pedig megsebesültek.)[209]

### Október
- október 1.

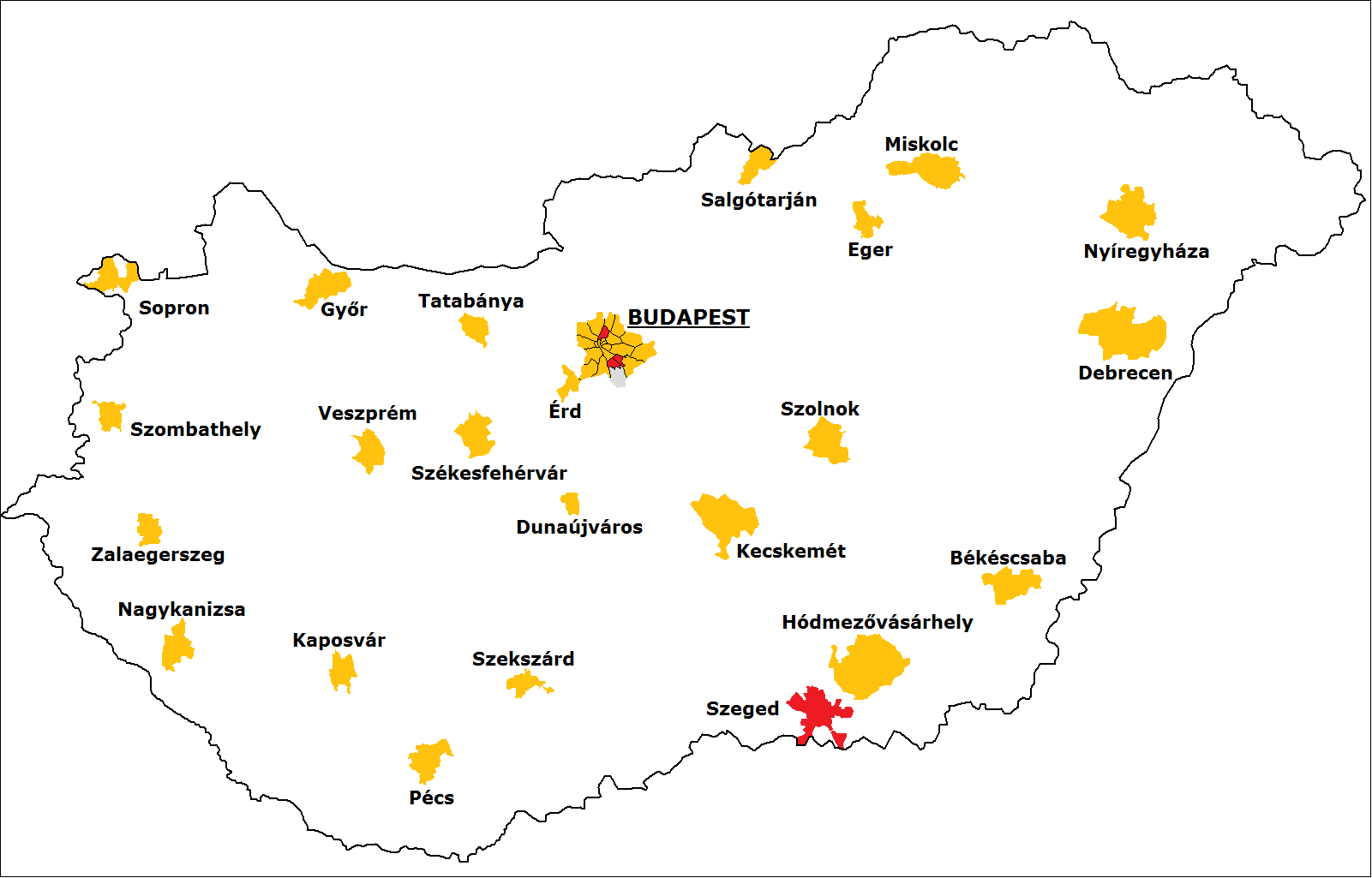
A megválasztott nagyvárosi és fővárosi kerületi polgármesterek pártok szerint
██ = Fidesz (41)
██ = MSZP (4)
██ = Helyi civilszervezet (1)

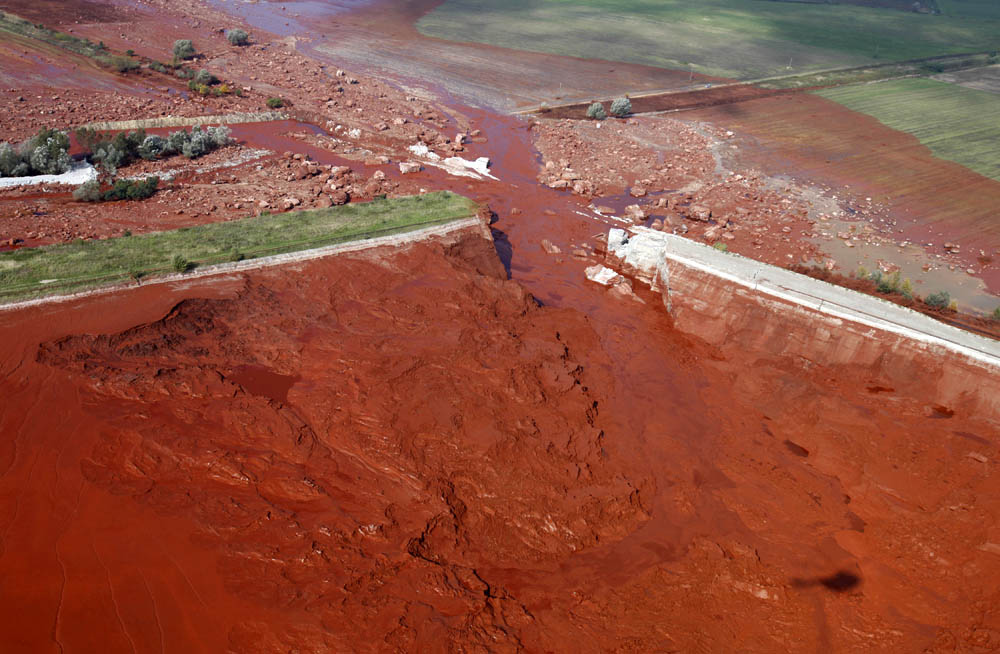
Az Ajkai Timföldgyár zagytározója 10-es kazettájának átszakadt északnyugati sarka

  - Magyarország – hat hónap időtartamra – átveszi a kabuli nemzetközi repülőtér vezetését.[210]
  - Az Afganisztánba állomásozó NATO haderő két katonája, a román 812. „Kárpátok sólymai” manőver zászlóalj állományába tartozó Marius Florin Sfeches törzsőrmester és Cristian Petru Filip közlegény életét veszti, társuk – Vasile Zbanca tizedes – súlyos sérüléseket szenved Zabul tartományban, amikor – Qalattól 40 km-re északkeletre, a Kabult Kandaharral összekötő autópályán végzett járőrfeladatuk ellátása során – Humvee típusú gépjárművük alatt egy pokolgép felrobban. (Az afganisztáni konfliktusban eddig 17 román katona vesztette életét, 51-en pedig megsebesültek.)[211]
- október 3.
  - Önkormányzati választásokat tartottak Magyarországon, és ezzel egy időben a Zala megyei Tekenye és a Győr-Moson-Sopron megyei Mosonudvar önálló községekké alakulnak.[212]
  - A brazil elnökválasztás első fordulója, ahol a Munkáspárt jelöltje, Dilma Rousseff a voksok 46%-át szerzi meg, míg ellenfele, a szociáldemokrata José Serra a szavazatok 33%-át kapja.[213] (A 31-én megtartott második fordulóban Dilma Rousseff az érvényes voksok 55,8%-át, míg José Serra a 44,2%-át szerezi meg, ezzel Brazília történelmében első alkalommal kerül nő az elnöki székbe.[214])
  - Parlamenti és elnökválasztás Bosznia-Hercegovinában.[215]
- október 4. – Az ajkai vörösiszap-katasztrófában 7 ember veszíti életét és beláthatatlan károk keletkeznek a természetben.
- október 6. – A Kormány Győr-Moson-Sopron, Veszprém és Vas megye közigazgatási területére veszélyhelyzetet hirdet ki,[216] melyet később az év végéig meghosszabbít.[217] (A kormány december 23-án, a vészhelyzet során alkalmazható intézkedéseket Veszprém megyében először 2011. március 31-ig,[218] majd azt – 2011 márciusában – meghosszabbítja június 30-ig.)[219]
- október 7.
  - Fellövik a Szojuz TMA–01M orosz űrhajót a három emberrel a fedélzetén.[220]
  - Egy iszlámellenes párt külső támogatásával működő kisebbségi kormány megalakításával bízza meg Beatrix holland királynő Mark Ruttét, a liberális Néppárt a Szabadságért és a Demokráciáért (VVD) elnökét.[221]
- október 8.
  - Oslóban a norvég Nobel-békedíj Bizottság bejelenti, hogy a kínai másként gondolkodónak, Liu Hsziao-pónak ítélték oda az idei Nobel-békedíjat.[222]
  - Az amerikai földtani intézet jelentése szerint egy 6,3-as fokozatú földrengés rázza meg a kelet-indonéziai Maluku-szigetek térségét.[223]
- október 9. – Az ajkai vörösiszap-tározó gátjának további gyengülése miatt a Veszprém megyei Védelmi Bizottság úgy döntött, hogy kiürítik Kolontárt. (A Magyar Honvédség közel 380 katonával, 126 technikai eszközzel – köztük buszokkal, tehergépjárművekkel és három szállító-helikopterrel – segítette a kitelepítést.[224] Az otthonukat elhagyni kényszerülők 15-én térhettek vissza.[225])
- október 10. – Mintegy ötezer rohamrendőr védelme alatt rendezik meg a csaknem egy évtized óta első belgrádi melegfelvonulást. (Homofób fiatalok csoportjai többször is összecsaptak a rendőrökkel, akik megakadályozták őket a Gay Pride résztvevőinek megtámadásában.)[226]
- október 11.
  - Öt taggal létrejön az Országos Rádió és Televízió Testület (ORTT) jogutódja, a Nemzeti Média- és Hírközlési Hatóság (NMHH) önálló jogi személyiségű autonóm szerve, a médiatanács. (A médiatanács tagjait – Vass Ágnest, Kollarik Tamást, Koltay Andrást és Auer Jánost – 9 évre választotta meg az Országgyűlés.)[227]
  - A Nemzeti Nyomozó Iroda – az iszapkatasztrófával összefüggésben több ember halálát okozó közveszélyokozás és környezetkárosítás gyanújával – őrizetbe veszi Bakonyi Zoltánt, a Magyar Alumínium Termelő és Kereskedelmi (Mal) Zrt. vezérigazgatóját.[228] (Két nappal később, 13-án a Veszprémi Városi Bíróság elrendelte azonnali szabadlábra helyezését.)[229]
  - Az Országgyűlés elfogadja a honvédelmi törvény módosítását, amelynek értelmében az állam felügyelete alá vonható a jövőben a gazdasági szervek működése.[230]
  - A Richter-skála szerinti 5,3-as erősségű földrengés rázza meg a pakisztáni fővárost, Iszlámábádot.[231]
- október 12. – A Magyar Állam átveszi a MAL Magyar Alumínium Termelő és Kereskedelmi Zrt. irányítását,[232] melynek irányítására – a Magyar Állam nevében eljáró – Bakondi György tűzoltó vezérőrnagyot nevezik ki, mint kormánybiztost.[233] (A felügyeletet 2011. július 1-jei hatállyal szüntetik meg és mentik fel Bakondi kormánybiztost.)[234]
- október 17. – Hat személyt avat szentté XVI. Benedek pápa a római Szent Péter téren. (A pápa egy XIX. században élt ausztrál apácát, Mary MacKillopot, a kanadai André atyát (Alfred Bessette), egy XV. században élt lengyel papot, két olasz és egy spanyol apácát emelt a szentek sorába.)[235]
- október 18. – Megállapodnak az Európai Unió tagországainak pénzügyminiszterei arról, hogy a jövőben gyakorlatilag automatikussá válnak azok a szankciók, amelyek a deficit- vagy adósságszabályokat megszegő euróövezeti tagországokra vonatkoznak.[236]
- október 19.
  - A Richter-skála szerinti 5-ös erősségű földrengés rázza meg az új-zélandi Christchurch városkát, minek következtében megszűnt az áram- és a telefonszolgáltatás.[237]
  - Két öngyilkos merénylő a képviselők autói között utat tör és a csecsen parlament mellett felrobbantja magát, két fegyveres pedig behatol az épületbe és lövöldözésbe keveredik a biztonságiakkal. (Az Oroszországhoz tartozó Csecsenföld parlamentjében kitört lövöldözés kezdete után a terroristákat megölték, az incidens során két rendőr pedig meghalt.)[238]
- október 21. Az új mianmari zászló

Az új mianmari zászló

  - Elfogadják Mianmar új zászlaját, himnuszát és hivatalos országnevét.[239]
  - A Richter-skála szerinti 6,9-es földrengés rázta meg Mexikó északnyugati partjait, melynek centruma 10 km-re a tengerfenék alatt volt.[240]
  - A flamand szocialista Johan Vande Lanotte szenátor személyében újabb közvetítőt bíz meg Belgiumban II. Albert király azzal, hogy a júniusi választások eredményeiből kiindulva mérje fel a koalícióalkotás lehetőségeit.[241]
- október 25. – Támadás érte a magyar katonai konvojt Afganisztánban, a Pol-e Homri-i bázistól 5 km-re. (A támadásban az öngyilkos merénylőn kívül senki sem sebesült meg.)[242]
- október 26.
  - 7,2-es erősségű földrengés rázta meg Szumátra szigetét, ezt követően pedig cunami söpört végig a környező vizeken. (108-ra teszik a haltak számát, 500-ra az eltűntekét.)[243]
  - Az Indonéziához tartozó Jáva szigetén kitört a Merapi vulkán. (A hatóságok vörös riasztást adtak ki és megkezdték a vulkántól 10 km-es körzetben lakó - mintegy 19 000 ember - kitelepítését.[244] A vulkánkitörés 38 ember halálát okozta.[245] A sorozatos és egyre erősödő kitörések miatt november elejére már 80 000 embert kellett kitelepíteni és 51-re nőtt a halottak száma.[246] November 6-ára már 120 fölé emelkedett a halálos áldozatok száma.)
- október 27.
  - Hivatalában maradt a román kormány, mivel az ellenzék nem tudott elég szavazatot összegyűjteni a bizalmatlansági indítvány elfogadtatásához a parlamentben. (A bizalmatlansági indítványt az ellenzéki Szociáldemokrata Párt (PSD) és a Nemzeti Liberális Párt (PNL) kezdeményezte a Demokrata Liberális Párt (PD-L), a Romániai Magyar Demokrata Szövetség (RMDSZ) alkotta kormány ellen.)
  - A Fővárosi Közgyűlés létrehozza a Budapesti Közlekedési Központot, mely 1968 óta a legnagyobb intézményi struktúra átalakítás volt. Vezérigazgatónak Vitézy Dávidot tették meg.
- október 29. – Határincidens Észak- és Dél-Korea határán. (Észak-Korea tüzet nyit Dél-Koreára a Kangvon tartománybeli Csorvon melletti határvonalon.[247])
- október 30. – Boldoggá avatják Bogdánffy Szilárd egykori vértanú püspököt Nagyváradon, a partiumi város székesegyházában tartott ünnepi mise keretében. (A boldoggá avatásról szóló apostoli levelet Angelo Amato érsek, a Szenttéavatási Ügyek Kongregációjának prefektusa olvasta fel.)[248]
- október 31.
  - Magyarország és Kína kapcsolatainak szorosabbra fűzéséről állapodik meg a két ország miniszterelnöke, Orbán Viktor és Ven Csia-pao sanghaji találkozójukon. (Orbán hivatalosan a világkiállítás zárónapján rendezett magas szintű fórum megnyitójára, illetve az expó záróünnepségére érkezett Sanghajba.)[249]
  - Helyhatósági választások Ukrajnában.[250]
  - Bagdadban terroristák támadást hajtanak végre a tőzsde épülete ellen, majd ezt követően a tőzsde mellett található római katolikus templomba hatoltak be. (A miséző papot azonnal lelőtték, a híveket pedig túszul ejtették. Az iraki biztonsági erők megkezdték a túszok kiszabadítását, azonban a kialakult tűzharcban 52-en meghaltak.[251])
  - A brazíliai elnökválasztást Dilma Roussef nyeri, és ezzel ő lett Brazília első női elnöke.[252]
  - Bezár a sanghaji világkiállítás, az Expo 2010.
  - Elnökválasztás Elefántcsontparton.[253]

### November
- november 3.
  - A Richter-skála szerinti 5,6-os erősségű földrengés rázza meg a Belgrádtól 175 km-re délre fekvő Kraljevo városát, majd nem sokkra rá egy 5,3-as földmozgás rázza meg Törökország, az Égei-tengert és a Márvány-tengert összekötő Dardanellák térségét.[254]
  - Lezárulnak a félidős választások az Amerikai Egyesült Államokban. (A Republikánus Párt megszerezte a többséget a képviselőházban, a demokratáknak azonban továbbra is meg sikerült őrizniük a többségüket a szenátusban.)[255]
- november 4. – Bocsánatot kér Boris Tadić szerb államfő a kelet-horvátországi Vukovár melletti ovcarai emlékhelyen azokért a bűntettekért, amelyeket szerb fegyveresek követtek el ott 1991 decemberében.[256]
- november 5. – Megkezdődik a visegrádi négyek államfői csúcstalálkozója Karlovy Varyban.[257]
- november 6–7. – XVI. Benedek pápa kétnapos látogatást tesz Spanyolországban.[258]
- november 7.
  - Elsöprő győzelmet aratnak az Ilham Aliyev elnökhöz hű erők az azerbajdzsáni parlamenti választásokon.[259]
  - Húsz év óta először tartanak parlamenti választást Mianmarban.[260]
  - XVI. Benedek pápa felszenteli a barcelonai Sagrada Familia-templomot, s ezzel bazilika rangjára emelte. (A felszentelésekor a pápa határozottan kiállt a hagyományos családmodell mellett és az abortusz ellen, s közvetlenül bírálta a melegek Spanyolországban engedélyezett házasságkötését, a könnyű válást és abortuszt.)[261]
- november 9. – Parlamenti választások Jordániában. (A parlamenti többséget a II. Abdalláh uralkodóhoz hű képviselők szerezték meg.)[262]
- november 11. – Az iraki parlament ismét államfővé választja Dzsalál Talabánit, a kurd szövetség jelöltjét és a parlament elnökévé, Oszama an-Nudzsajfit, az Iraki Blokk jelöltjét.[263] A G20-ak novemberi találkozója

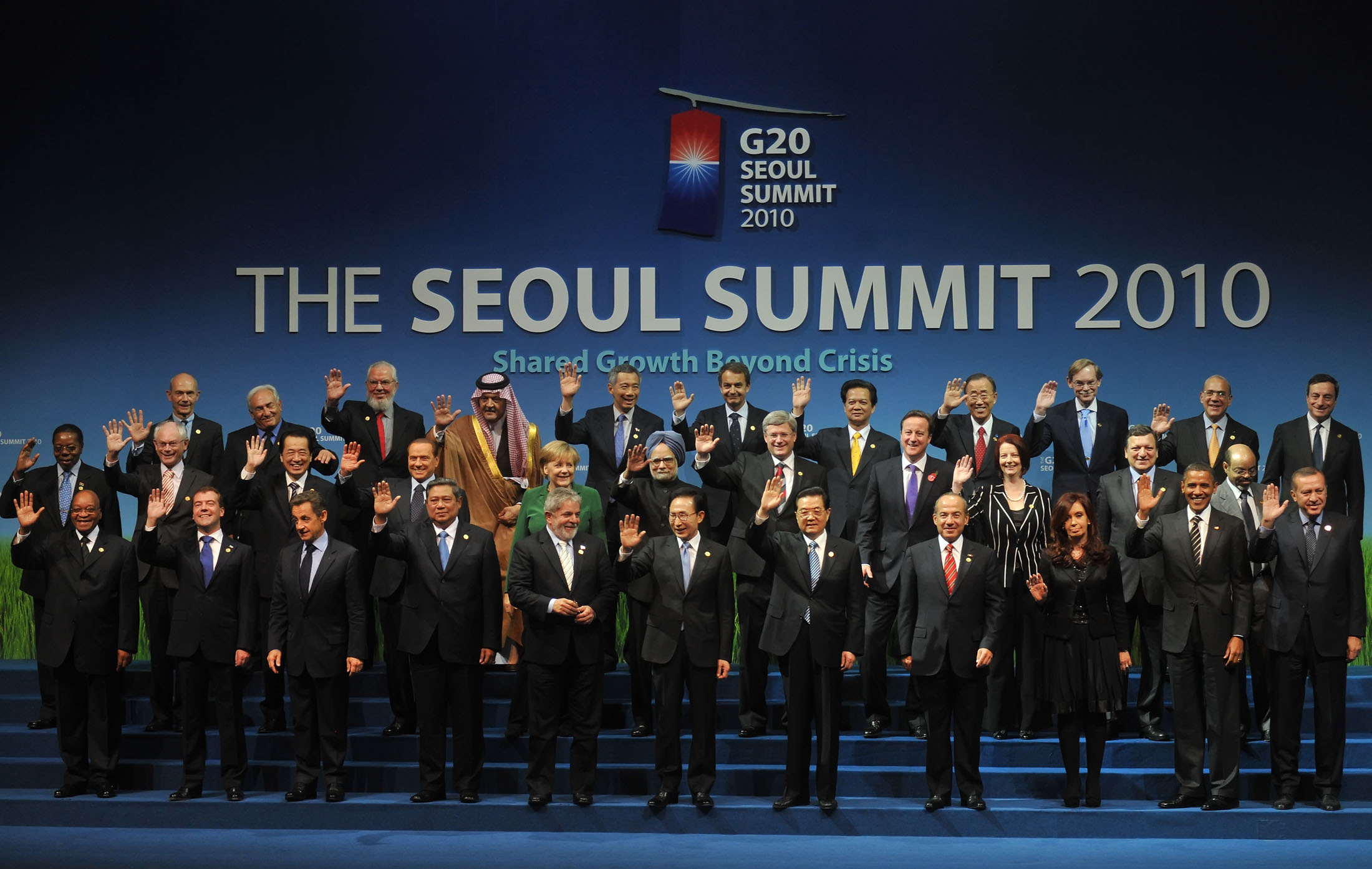
A G20-ak novemberi találkozója

- november 11–12. – Szöulben rendezik meg a G20-ak csúcstalálkozóját.[264]
- november 12.
  - A magyar kisebbség helyzetéről és a kétoldalú gazdasági kapcsolat fejlesztéséről tárgyal Kijevben Orbán Viktor magyar kormányfő Viktor Janukovics ukrán elnökkel.[265]
  - A tajvani legfelsőbb bíróság közleményt ad ki, mely szerint kenőpénzek elfogadásáért 19 évi börtönbüntetésre ítélte Csen Suj-pien volt elnököt és feleségét.[266]
- november 13. – François Fillon francia miniszterelnök teljes kabinetjével benyújtja lemondását.[267]
- november 14.
  - A mianmari katonai junta megszünteti a több mint hét évig házi őrizetben tartott Nobel-békedíjas ellenzéki politikust, Aun Szan Szu Kjit.[268]
  - Megalakul a François Fillon vezette új francia kormány.[269]
  - A görög helyhatósági választások második fordulója, melyet a Jeórjiosz Papandreu kormányfő vezette szocialisták nyerték meg.[270]
- november 15.
  - Fjodor Jurcsihin és Oleg Szkripocska orosz űrhajósok moszkvai idő szerint 17:30-kor kilépnek a világűrbe, hogy hat órán át dolgozzanak a Nemzetközi Űrállomás felszínén.[271]
  - Több hónapos csúszással átadják a közúti forgalomnak a felújított Margit hidat.[272]
- november 16.
  - A parlament – a kormánypárti képviselők támogatásával, 261 igen szavazattal, név szerinti szavazással – elfogadja az alkotmány módosítását, amely a kihirdetését követő napon lép hatályba. (Döntés született az egykulcsos adóról, a megyei kormányhivatalok felállításáról és az Alkotmánybíróság jogkörének szűkítéséről.)[273]
  - Szlovákia kivonja katonáit Koszovóból, s ezzel befejezte tevékenységét a NATO koszovói missziójában (KFOR).[274] A lisszaboni NATO-csúcs

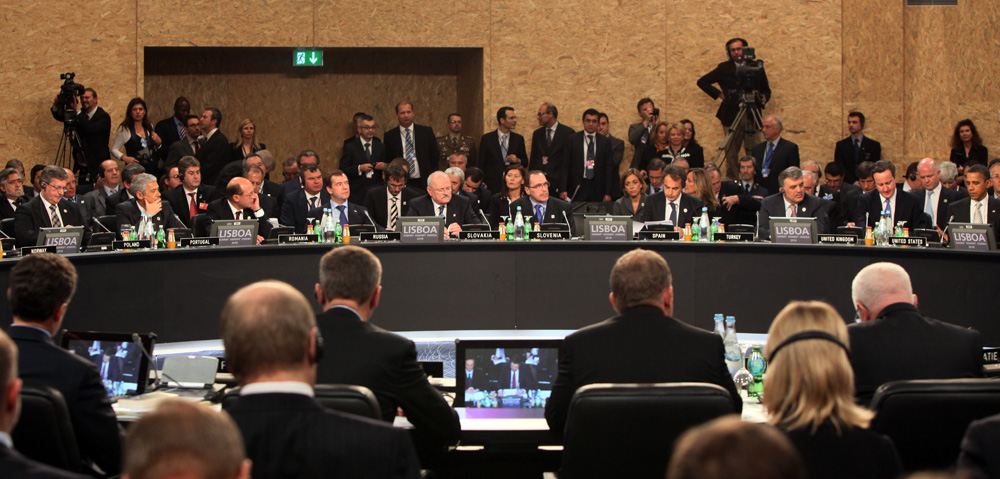
A lisszaboni NATO-csúcs

- november 17. – Dzsalal Talabani iraki államfő közleményt ad ki, miszerint nem írja alá a Tárik Azíz volt miniszterelnök-helyettes, külügyminiszter kivégzéséről szóló legfelsőbb büntetőbírósági ítéletet.[275]
- november 19. – Lisszabonban Anders Fogh Rasmussen, az észak-atlanti szervezet főtitkára bejelenti, hogy a NATO-országok vezetői elfogadták azt a stratégiai koncepciót, amelyhez a következő tíz évben igazodik a szervezet tevékenysége.[276]
- november 20. – Borkai Zsoltot választották meg 2012-ig a Magyar Olimpiai Bizottság elnöki tisztségére, miután Schmitt Pál köztársasági elnökké választása után lemondott a posztról (tiszteletbeli elnök lett).[277]
- november 20. – Részletek kerülnek napvilágra XVI. Benedek pápa megjelenő könyvéből, melyben bizonyos esetekben igazolható az óvszer használata az AIDS terjedésének megakadályozása érdekében. (A pápa szerint a prostituáltaknak, akik számára a fogamzásgátlás nem központi kérdés, az óvszer használata nem jelent erkölcsi problémát. Az AIDS-fertőzés terjedésének megakadályozása érdekében ezekben az esetekben igazolható a kondom használata, de ugyanakkor, az óvszer nem az igazi megoldás arra, hogy a HIV-fertőzés „ördögével” megbirkózzanak.)[278]
- november 21.
  - A nyugat-lengyelországi Świebodzinban felavatják a világ legnagyobb Krisztus-szobrát. (Az alkotás 33 m magas és 3 m magas koronát visel, s ugyanúgy kitárt karral ábrázolja Krisztust, mint a Rio de Janeiró-i, 3 m-rel alacsonyabb alkotás. A 440 tonnás alkotás 16,5 m magas talapzaton áll, és már 40 km távolságból észrevehető.)[279] Jonphjong-szigeti incidens

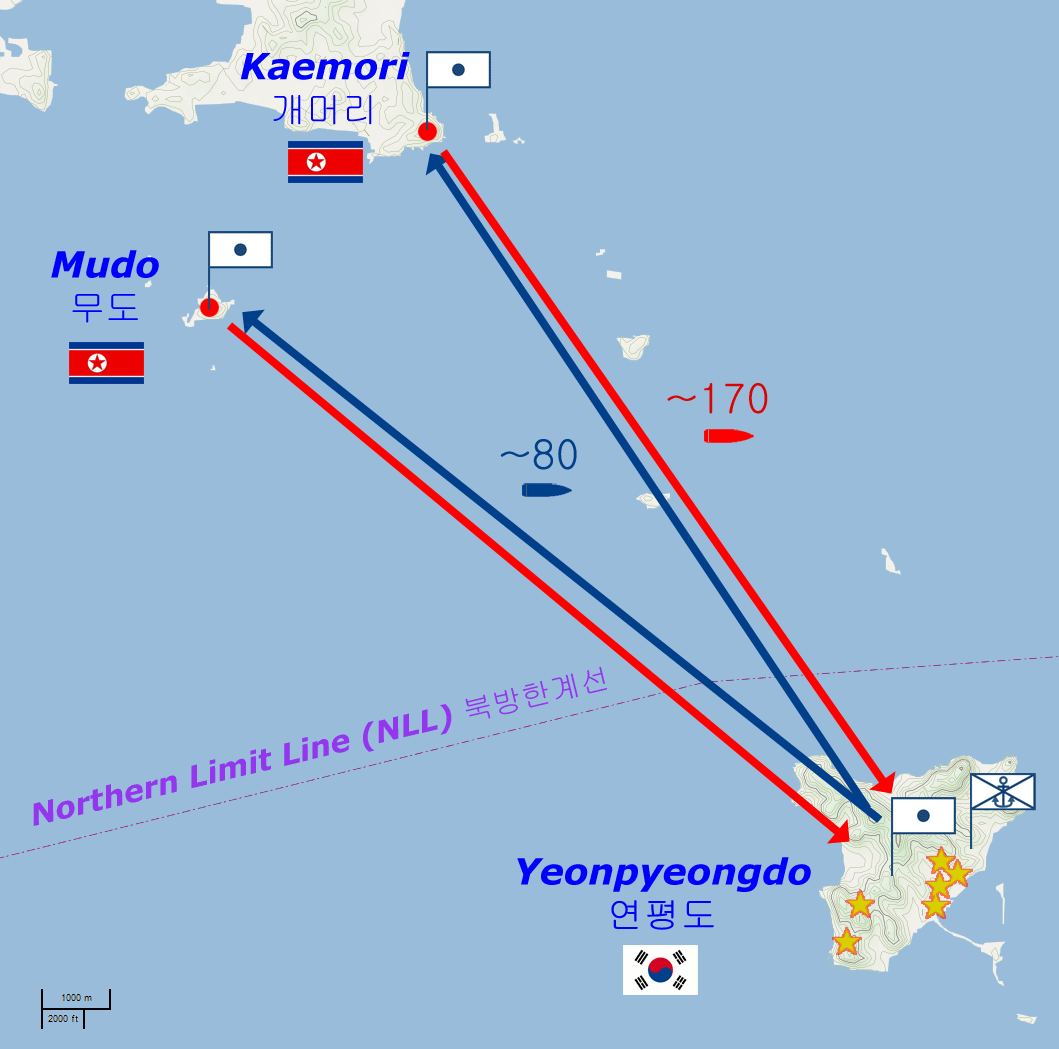
Jonphjong-szigeti incidens

  - Helyhatósági választásokat tartanak Lengyelországban.[280]
- november 23. – Észak-koreai katonák támadást hajtanak végre a dél-koreai Jonpjong sziget ellen. (A dél-koreaiak viszonozták a tüzet, az egy órán át tartó tűzpárbajban két katona meghalt és 17-en megsebesültek a déliek oldalán. Az incidenst követően a dél-koreai elnök rendkívüli ülést tartott, az országban pedig legmagasabb fokú katonai készültséget hirdetett. Az észak-koreaiak erre válaszolva – szükség esetén – kilátásba helyezték az atombomba bevetésének lehetőségét is.)[281][282][283]
- november 23–24. – Kétnapos magyarországi látogatásra érkezik és Szejran Oganjan örmény védelmi miniszter, és egy magyar-örmény katonai együttműködéséről szóló megállapodást ír alá Hende Csaba honvédelmi miniszterrel.[284]
- november 26.
  - A Richter-skála szerinti 5,6 erősségű földrengés rázza meg Irán déli részét. (A Siráz városától 170 km-re délre, a Perzsa-öbölhöz közel bekövetkezett földmozgás epicentruma 10 km-rel a föld felszíne alatt volt.)[285]
  - Orbán Viktor kormányfő Belgrádban tárgyal Mirko Cvetković szerb kormányfővel és Boris Tadić szerb elnökkel. (A magyar kormányfő a B92 független szerb tv-állomás újságírójának a kérdésére válaszolva kijelentette, hogy Szerbiához hasonlóan Magyarországnak is szüksége volt a Nemzetközi Valutaalap-megállapodásra, „egyébként csődbe mentünk volna”, de „eljött a pillanat, amikor úgy gondoltuk, most már a saját lábunkra tudunk állni”.)[286]
- november 27.
  - Önkormányzati választások Szlovákiában.[287]
  - Ali Akbar Szalehi, az iráni atomenergia-ügynökség vezetője bejelenti, miszerint Irán beindította első atomerőművét az ország déli részén lévő Busehr városában.[288]
- november 28.
  - Elnök választás első fordulója Haiti. (A második fordulóba Mirlande Manigat és Jude Célestin jutott be)[289]
  - Parlamenti választásokat tartanak Moldvában.[290]
- november 29. – Kezdetét veszi a mexikói Cancúnban a 16. ENSZ Klímaváltozási Konferencia (COP), amelynek célja a 2012-ben lejáró Kiotói jegyzőkönyv felváltása egy új nemzetközi megállapodással.[291]
- november 30.
  - Schmitt Pál államfő – a líbiai fővárosban zajló EU-Afrika csúcstalálkozó keretében – kétoldalú tárgyalást folytat a líbiai forradalom vezetőjével, Moammer Kadhafival. (A magyar államfő más afrikai országok vezetőivel is, így mozambiki, gaboni és szenegáli kollégájával, akiket arról igyekezett meggyőzni, támogassák Magyarországot abban, hogy 2012-13-ban az ENSZ Biztonsági Tanácsa nem állandó tagja legyen.)[292]
  - A Richter-skála szerinti 6,9-es erejű földmozgás rázza meg Japánt. (A földrengés epicentruma a déli partoktól mintegy 800 km-re volt, csaknem 500 km-es mélységben.)[293]

### December

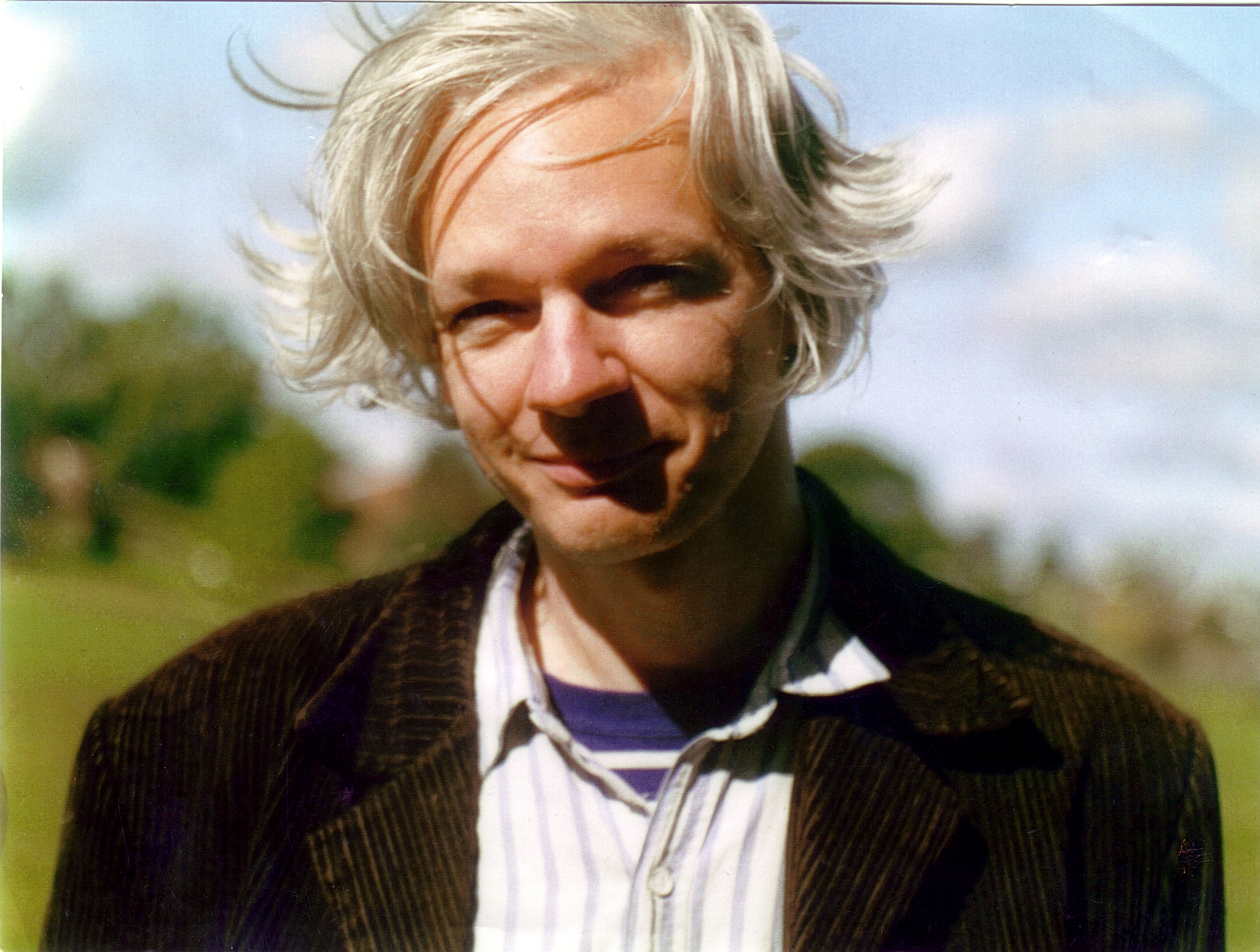
Julian Assange

- december 1. – Kihirdetik a szeptember 18-i afganisztáni parlamenti választások végeredményét, ezzel szabaddá vált az út a 249 tagú parlament megalakulásához.[294]
- december 3. – Brazília független államként ismeri el Palesztinát, annak 1967-es határain belül.[295]
- december 4.
  - Angliában letartóztatták Julian Assange-t, a WikiLeaks alapítóját, akit a svéd hatóságok nemi erőszakkal gyanúsítottak. Assange szerint az ellene folyó eljárással az oldalt akarták ellehetetleníteni.[296]
  - Kitör az ecuadori Andok központjában, a fővárostól, Quitótól mintegy 135 km-re délre, Chimborazo tartományban fekvő Tungurahua vulkán.[297]
  - Elefántcsontparton az ellenzék elnökjelöltje, Alassane Ouattara is leteszi az államfői esküt, nem sokkal azután, hogy az ország vitatott régi-új elnökét, Laurent Gbagbót is beiktatták hivatalába. (Guillaume Soro miniszterelnök, aki előzőleg jelezte, hogy a nyugati hatalmakkal és az ECOWAS nyugat-afrikai regionális országcsoporttal egyetemben Ouattara győzelmét ismeri el, már neki nyújtotta be lemondását.)[298]
- december 5. – Erdélyi Magyar Néppárt létrehozásáról dönt az Erdélyi Magyar Nemzeti Tanács (EMNT) Székelyudvarhelyen tartott országos küldöttgyűlése. (A küldöttek egy évvel meghosszabbították az EMNT 15 tagú elnökségének mandátumát, az elnöki tisztséget a továbbiakban is Tőkés László, az ügyvezető elnöki posztot pedig Toró T. Tibor tölti be.)[299]
- december 6.
  - Magánkihallgatáson fogadja a Vatikánban Orbán Viktor miniszterelnököt XVI. Benedek pápa, majd ezt követően a szentszéki államtitkár, Tarcisio Bertone bíboros fogadja a magyar delegációt.[300]
  - A Országgyűlés – titkos szavazáson, 271 igen és 91 nem ellenében – legfőbb ügyésszé választja Polt Pétert.[301]
  - Argentína elismeri Palesztinát szabad és független államként, az 1967-es határok között.[302]
- december 7. – Orbán Viktor kormányfő Koppenhágában tárgyal az energiahatékonyság és az Európai Unió további bővítésének kérdéséről Lars Lokke Rasmussen dán miniszterelnökkel. (A tanácskozást követően az MTI-nek adott nyilatkozatában kijelenti, hogy a 2011 első félévi magyar EU-elnökség úgy fejeződik majd be, hogy lesz egy elfogadott európai romastratégia.)[303]
- december 8. – Haiti fővárosában, Port-au-Prince-ben zavargások kezdődnek a 2010-es választás eredményeinek nyilvánosságra hozatalát követően.[304]
- december 9.
  - Az Afrikai Unió felfüggeszti Elefántcsontpart tagságát a szervezetben, mivel a nyugat-afrikai ország elnöke nem hajlandó átadni a hatalmat a megválasztott utódjának.[305]
  - Az angliai állami egyetemi tandíjak felső határának emelése ellen tüntető diákok megtámadják Károly walesi herceg autóját Londonban. (A brit parlament alsóháza aznap este fogadta el az angliai állami egyetemi tandíjak felső határának csaknem háromszorosára emeléséről szóló kormányzati indítványt. A végszavazást és az azt megelőző parlamenti vitát tiltakozó diáktüntetések kísérték a brit egyetemi nagyvárosokban.)[306]
- december 10. – Az osztrák rendőrség őrizetbe veszi Ivo Sanader volt horvát miniszterelnököt, aki ellen hazája rendőrsége az Interpolon keresztül nemzetközi elfogatóparancsot adott ki.[307]
- december 12.
  - Parlamenti választások Koszovóban.[308]
  - Időközi polgármester-választást tartanak Köröstarcsán, Dombiratoson[309] Dobriban, Zalaszántón és Csödén[310] míg időközi képviselőválasztást rendeznek Budapest XX. kerületében.[311]
  - A Magyar Demokrata Fórum (MDF) elhagyja régi nevét, s a Jólét és Szabadságra (JeSz) változtatja.[312]
  - Moszkvában és Szentpéterváron a kezdetben békés tüntetés nacionalista alapú zavargásokba csap át, a tüntetők jégcsapokkal és füstbombákkal támadnak a rendőrökre. (A tüntetők egy moszkvai focidrukker meggyilkolása elleni tiltakozásul vonultak utcára, feltételezve hogy a 28 éves férfit kaukázusi bevándorlók ölték meg. A zavargásokban 30-an sebesültek meg, közülük öt rendőr.)[313]
- december 14.
  - A Richter-skálán 3-as erősségűnek megfelelő földrengést észlelnek Kárpátalján, Ungvártól 130 km-re keletre, a Huszti járásban található Gázló és Kövesliget községekben.[314]
  - Iveta Radičová és Orbán Viktor megbeszélést tart Pozsonyban, ahol bejelentik, hogy Szlovákia és Magyarország kétoldalú szerződést köt az észak–déli gázvezeték létrehozásáról, továbbá hogy a két ország álláspontja a határon túli magyarok könnyített honosítása kérdésében továbbra is nagyon messze van egymástól.[315]
- december 15. – Nalcsikban ismeretlen tettesek – háza előtt – lelövik Kabard- és Balkárföld muftiját, Anasz Psihacsovot, az Oroszországhoz tartozó kaukázusi köztársaság muzulmánjainak vezetőjét.[316]
- december 17.
  - A bolíviai ügyész, Marcelo Soza La Pazban előterjeszti a Rózsa-ügyben terrorista összeesküvéssel és fegyveres lázadással megvádolt személyek listáját, s a 39 név között szerepel a Szovátáról származó Tóásó Előd is. (Tóásót és társait a bolíviai hatóságok 2009 áprilisában vették őrizetbe. 2015 márciusában a börtönből kiszabadultak, de útlevelüket a hatóságok visszatartották, így április 24-én a magyar külügy a Baptista Szeretetszolgálat segítségével menekítette ki őket az országból.)[317][318][319]
  - Párizsban húsz év börtönre ítélik Mikel Albizu Iriartét, a Baszk Haza és Szabadság (ETA) szervezet „Antza” fedőnevet használó egykori politikai vezetőjét, valamint élettársát, az „Anboto” néven ismert Soledad Iparragirre Genetxeát, a fegyveres szakadár csoport egykori kincstárnokát.[320]
  - Schmitt Pál köztársasági elnök Kijevben – miután megbeszélést folytatott ukrán kollégájával, Viktor Janukoviccsal – kijelenti, miszerint az Európai Unió soros elnökeként Magyarország mindent meg fog tenni azért, hogy előmozdítsa Ukrajna európai integrációját.[321]
- december 18.
  - Időközi polgármester-választást tartanak a Somogy megyei Libickozmán[322] és a Borsod-Abaúj-Zemplén megyei Tiszavalkon,[323] míg Budapest XI. kerületében időközi képviselő-választást rendeznek.[324]
  - Az amerikai szenátus 65-31 arányban megszavazza a homoszexuálisok katonai szolgálatának engedélyezését. (Ez egy 1993-as törvény eltörlését eredményezi, amely tiltja olyan újoncok besorozását, akik nyíltan vállalják homoszexualitásukat.[325] Barack Obama amerikai elnök 22-én írta alá a „ne kérdezd, ne mondd el” törvény visszavonásáról szóló jogszabályt.)[326]
  - Angela Merkel német kancellár – Karl-Theodor zu Guttenberg védelmi miniszter és Volker Wieker tábornok, a Bundeswehr főszemlézője kíséretében – felkeresi az észak-afganisztáni Kunduz tartományban állomásozó német csapatokat, aki előtt arról beszélt, hogy Afganisztánban „háború” folyik. (2010-ben nyolc német katona lett merényletek és harci összetűzések áldozata, többen, mint bármelyik korábbi évben. Összesen 45 német katona vesztette életét Afganisztánban, 27-en közülük harcokban és merényletekben.)[327]
- december 19.
  - Elnökválasztás Fehéroroszországban, melyet hivatalban lévő államfő, Alekszandr Lukasenko nyer meg a szavazatok 79,7%-ával. (A szavazóhelyiségek bezárása után a fehérorosz fővárosban 10 és 40 ezer körülire tehető kormányellenes tüntető gyűlt össze, akik összecsapásokba keveredtek a rohamrendőrökkel. Több mint száz embert őrizetbe vettek, köztük két elnökjelöltet is, Andrej Szannyikovot és Nikolaj Sztatkevicset.)[328]
  - Időközi polgármester-választást tartanak Aparhanton[329] Szalonnán[330] és Martfűn,[331] míg Padáron[332] és Edelényben időközi önkormányzati képviselői választást tartanak.[333]
- december 19–20. – Petr Nečas cseh miniszterelnök meghívására Prágába látogat Horst Seehofer bajor miniszterelnök. (A cseh sajtó történelminek és jelképesnek minősíti a legnagyobb német tartomány vezetőjének látogatását, mivel Bajorország kormányfője a második világháború után még sosem járt hivatalosan a Cseh Köztársaságban.)[334]
- december 20. – Az Országgyűlés elfogadja az összes médiumra – így a lapokra, hírportálokra és internetes újságokra is – kiterjedő új médiatörvényt,[335] továbbá hogy 2011-től – az életkortól függetlenül – nyugdíjba vonulhat minden nő negyven évnyi munkaviszony után.[336]
- december 21. – Milo Đukanović – a montenegrói Szocialisták Demokratikus Pártjának vezetői tisztségét megtartva – lemond miniszterelnöki hivataláról.[337]
- december 22.
  - Schmitt Pál köztársasági elnök aláírja a nyugdíjreform és adósságcsökkentő alapról és a szabad nyugdíjpénztár-választás lebonyolításával összefüggő egyes törvénymódosításokról szóló jogszabályt, amelyet december 13-án fogadott el az Országgyűlés.[338]
  - Bolívia független államként ismeri el Palesztinát.[339]
  - Cunamiriadót rendelnek el Japán déli és délnyugati partjainál, miután a japán meteorológiai szolgálat 7,4-es erősségű földrengést mért a Csendes-óceánon. (A földrengés fészke Csicsi Dzsima szigetétől 130 km-re északkeletre, 14 km-re a tengerszint alatt volt. A rengés után 40 perccel megjelentek a hullámok a partoknál, de mivel nem voltak magasabbak 30 cn-nél, ezért feloldották a cunamiriadót.)[340]
  - Az Amerikai Egyesült Államok Szenátusa – 71:26 arányban – ratifikálja az Oroszországgal – a nukleáris hadászati fegyverek csökkentéséről – megkötött új START szerződést.[341]
- december 23.
  - Orbán Viktor miniszterelnök kinevezi a 2011. január 1-jén létrejövő fővárosi és 19 megyei kormányhivatal vezetőjét.[342]
  - Az év utolsó ülésén az Országgyűlés dönt a sztrájktörvényről, a bíróságok hatékony működését és a bírósági eljárások gyorsítását szolgáló egyes törvények módosításáról, az egyes energetikai témájú, a sportról, a társasházakról, a cégjogi és társasági jogi tárgyú törvények módosításáról, a bíróságok elnevezéséről, székhelyéről és illetékességi területének meghatározásáról, a szociális törvények módosításáról.[343]
  - Csomagba rejtett bomba robban Svájc és Chile római nagykövetségén. (A svájci külképviselet alkalmazottja mindkét kezén, a chilei nagykövetség ügyintézője pedig testének több részén sebesült meg, amikor kinyitotta a csomagot és az felrobbant.)[344]
- december 24. – Az orosz parlament alsóháza elfogadja a nukleáris hadászati támadófegyverek csökkentéséről szóló orosz-amerikai szerződést.[345]

### Határozatlan dátumú események
- szeptember – Iklódy Gábor, a külügyminisztérium volt politikai igazgatója személyében új főtitkárhelyettese van a NATO-nak.[346]
- az év folyamán
  - A katolikus egyház tekintélyének ártanak a nyilvánosságra került pedofil botrányok.[347][348][349][350][351]
  - Az afganisztáni háború legvéresebb éve.[352]

## Az év témái

### Kiemelt témák és évfordulós emlékévek 2010-ben

#### Kiemelt témák
- Az ENSZ 2010-et a biodiverzitás nemzetközi évének deklarálta.[353]

#### Évfordulók
- 30 éve, 1980. május 26-án indult a világűrbe az első magyar űrhajós, Farkas Bertalan a Szojuz–36 szovjet űrhajó fedélzetén Valerij Kubaszov parancsnokkal.[354]

### 2010 a sportban
- február 12. – február 28. XXI. Téli olimpiai játékok Vancouver, Kanada, 82 ország részvételével.
- június 11.–július 11. 2010-es labdarúgó-világbajnokság, Dél-afrikai Köztársaság, Világbajnok: Spanyolország első alkalommal.
- Sebastian Vettel nyeri a Formula–1-es világbajnoki címet a Red Bull csapattal.
- A Debreceni VSC nyeri az NB1-et. Ez a klub ötödik bajnoki címe.

### 2010 az irodalomban
- Megjelenik James Dashner Útvesztő-trilógiájának második kötete, a Tűzpróba.
- Megjelenik magyar fordításban Joseph Delaney ifjúsági regénysorozatának, a Wardstone krónikák második kötete, A Szellem átka.[355]

### 2010 a televízióban
- január 8. – megkezdi adását a Music Channel és a H!T Music Channel.

### 2010 a zenében
- AC/DC: Iron Man 2
- 2NE1: To Anyone
- As I Lay Dying: The powerless rise
- Bon-Bon: Mindig úton
- Bruno Mars: Doo-Wops & Hooligans
- Boyzone: Brother
- Christina Aguilera feldolgozza Kovács Kati dalát.[356]
- Hooligans: 8szemközt
- Caramel: Lélekdonor
- Craig David: Signed Sealed Delivered
- Christina Aguliera: Bionic
- Jason Derulo: Jason Derulo
- Joe Cocker: Hard Knocks
- DJ BoBo: Fantasy
- Duran Duran: All You Need Is Now
- INXS: Original Sin
- The Black Eyed Peas: The Beginning
- Nana: Stand Up
- Ákos: Szindbád dala
- Example: Won't Go Quietly
- Eminem: Recovery
- Nelly: 5.0
- Enrique Iglesias: Euphoria
- Iron Maiden: The Final Frontier
- Jay Chou: Kua si taj (The Era)
- Jamiroquai: Rock Dust Light Star
- Justin Bieber: My World 2.0
- Kárpátia: Utolsó percig (album)
- Katy Perry: Teenage Dream
- Kanye West: My Beautiful Dark Twisted Fantasy
- Kelis: Flesh Tone
- Kesha: Animal
- Kim Wilde: Come Out and Play
- Keresztes Ildikó: Csak játszom
- Fresh: Másik Ajtó
- Iron Maiden: The Final Frontier
- Kowalsky meg a Vega: Ötcsillagos
- Linkin Park: A Thousand Suns
- Mariah Carey: Merry Christmas II You
- Maroon 5: Hands All Over
- Magna Cum Laude: Csak ülünk és zenélünk
- Flo Rida: Only One Flo (Part 1)
- Macy Gray: The Sellout
- Motörhead: The Wörld Is Yours
- Ne-Yo: Libra Scale
- Koncz Zsuzsa: Koncz Zsuzsa 37
- Kylie Minogue: Aphrodite
- James Blunt: Some Kind of Trouble
- Enrique Iglesias: Euphoria
- Éder Krisztián: Kölyök 22
- Oláh Ibolya: El merem mondani
- Sade: Soldier Of Love
- Sarah Connor: Real Love
- Scissor Sisters: Night Work
- Scorpions: Sting in the Tail
- Szekeres Adrien: Adventi koncert
- Swedish House Mafia: Until One
- Ellie Goulding: Lights
- Pitbull: Armando
- Take That: Progress
- Tabáni István: Ments meg!
- Tabáni István: Gyönyörű szép
- Taylor Swift: Speak Now
- Tóth Gabi: Elég volt!
- Tóth Vera: Zene kell nekem
- Tony Braxton: Pulse
- Zséda: A skorpió hava
- Shakira: Waka Waka
- Shakira: Sale El Sol
- Sting: Symphonicities
- Sugababes: Sweet 7
- Szűcs Judith: Szerelmeim
- Ákos: A katona imája
- Eminem ft. Rihanna: love the way you lie
- Timbaland ft. Nelly Furtado ft Soshy: Morning after dark
- FankaDeli: Magyarok Nyilai
- FankaDeli: Magyar földre (élőzenekaros változat)
- Rihanna: Loud
- Napoleon Boulevard: Világfalu
- Usher: Raymond v. Raymond
- Pink: Greatest Hits... So Far!!!
- Phil Collins: Going Back
- Linkin Park: A Thousand Suns
- V-Tech: Legszebb vallomás
- Zámbó Jimmy: Zámbó Jimmy királysága 1991–2001
- Westlife: Gravity
- Frédéric Chopin:  születésének 200. évfordulója
- augusztus 28.: Elindult az angol The X Factor zenei tehetségkutató show-műsor magyar változata, az X-Faktor.

### 2010 a sajtóban
- december 11. – Hárfák és Hárfások néven elindul az első magyar hárfás blog az Aranyhárfa című írással, később a blog neve HarpPostra változik.

### 2010 a jogalkotásban
- Lásd: a 2010 a jogalkotásban című szócikkben.

### Nobel-díjak
| Díj                | Díjazottak neve                                         | Indoklás |
| ------------------ | ------------------------------------------------------- | --- |
| Béke               | Liu Hsziao-po                                           | Az alapvető emberi jogokért Kínában folytatott hosszú és erőszakmentes küzdelméért.                                              |
| Fizikai            | Andre Geim és Konsztantyin Novoszjolov                  | Grafénnel kapcsolatos kutatásukért.                                                                                              |
| Közgazdasági       | Peter Diamond, Dale Mortensen és Christopher Pissarides | A munkaerőpiacok hatékonyságával kapcsolatos, a munkakeresés költségeire vonatkozó piaci elemzéseikért.                          |
| Irodalmi           | Mario Vargas Llosa                                      | Hatalmi berendezkedések feltérképezéséért és az egyén ellenállását, lázadását, alulmaradását bemutató erőteljes ábrázolásmódért. |
| Kémiai             | Richard F. Heck, Negisi Ei-icsi és Szuzuki Akira        | Palládium felhasználásáért organikus szintézisben.                                                                               |
| Orvosi-fiziológiai | Robert G. Edwards brit tudós                            | Az in vitro megtermékenyítés terén elért eredményeiért.                                                                          |